# ユダヤ教関連用語一覧
ユダヤ教関連用語一覧（ユダヤきょうかんれんようごいちらん）は、ユダヤ教（ヤハドゥート）、ヘブライ語関連の用語（項目）の一覧。英語版へのリンクも含む。

## あ行

### ア
- 曖昧母音（シュワー、シェワー）
  - シェワー・ナーア（有音シェワー）：半母音の存在を示す
  - シェワー・ナーハ（無音シェワー）：音節を閉じる（閉音節であることを示す）目印
ナーアとナーハが音声的に有音・無音の対立をなしていることに注目すべきである
- アイン（ヘブライ文字、70）
- アイン・ハー＝ラーア、アイン・ハラア、邪視、邪眼 : ミズラヒムの習慣
- 赤い雄牛　Parah Admah （民数記19） → ミシュナー・トホロート・パーラー
- アッガーダー、アガダー、アガダ　en:Aggadah, agode：概念用語。タルムード、ミドラーシュの一部 ←→ ハラーハー
- アグナー（ハラハー）
- アザゼル（レビ記16、古代のヨム・キプル、後に悪魔や堕天使の名前）→ 贖罪の日、スケープゴート
  - サーイール・アザーザール（贖罪の雄山羊）
- アシェル（古代の十二支族、代表的な人名）
- アシャムヌー　（贖罪の日の礼拝の、アルファベット順詩）
- アシュケナジム、アシュケナージ
- アシュレー　（朝と午後の礼拝詩、詩篇から）
- アーダール、アダルの月　en:Adar, oder（ユダヤ暦）
- アックーム＝（占星術崇拝者）
- アッケーダー　aqqedah（創世記22:1-19、アブラハムの物語）：ローシュ・ハッシャーナーで朗読
- アッシリア学　Assyriology
  - 聖書とアッシリア学　Assyriology and Old testament
- アディアベネ王国（古代のユダヤ教国）
- アバユダヤ　Abayudaya
- アハローニーム
- アーブ　en:Av (month), ov（ユダヤ暦 / 父祖）
- アブラハム（父祖）
- アブラハムの宗教
- アフリカのユダヤ人　en:African Jew
- アーボート・デ＝ラッビー・ナータン　aboth deRabbi Nathan （ミシュナー・アーボートの註解書。タルムードには入っていない）
- アミーダー、アミダー（立祷）　en:Amidah （18の祝祷, Shemoneh Esreh）
- アーメン
- アーモーラーイーム
- アラム人
- アラム文字
- アリーヤー en:Aliyah（上ること）
  - アリーヤー、帰還　‘ălīyāh, qibbūtz gāluyyôth, return （聖書、ユダヤ教、シオニズム）：ユダヤ教では、イスラエルの地においてユダヤ人の安定した生活と、メシアが全ての人の平和の達成をすることを約束している。またユダヤ教では全ての国の善人は救われると考える
  - ‘alah 'artzah：帰還する
    - 帰還者　‘ôleh
    - 帰還法　שְׁבוּת, חֹק הַשְּׁבוּת choq hasshbhuth, the Law of Return（ユダヤ人の定義に関する重要な部分）
    - アウフルーフ、オイフルフ、アフルフ / アリーヤー・ラットーラー　de:Alijah (Judentum); Aufstieg, Aufruf, oyfruf （ドイツ語、イディッシュ語） / ‘ălīyah latTôrāh：トーラーの朗読に呼ばれる（ビーマーにあがる）こと

- アルバーアー・トゥーリーム　arba'ah t'urim：ハラーハー文学
- アーレーヌー en:Aleinu：礼拝の終わりの頃に唱え、神のミツワーのもとに世界を完成させることを祈る

- 安息日、シャッバート（シャバット）
  - マルカー malkah：女王（安息日の擬人化）
  - カッラー kallah：花嫁
  - レール＝シャッバート　leyl-shabbath：安息日の晩＝金曜の夜
  - エシェト・ハイル（箴言31:10-31）を歌う
  - キッドゥーシュ
  - カッバーラト＝シャッバート　qabbalath-shabbath：ピーユートで安息日を迎える
  - オネグ・シャッバート 'onegh shabbath, Der Oyneg Shabe/os：安息日の喜び　睡眠
  - ゲリーラー　glilah：トーラーを巻き戻すこと
  - ハグバーハー　hagbahah：トーラーを掲げること
  - ハブルーター
  - メラッウェ・マルカー（女王（安息日）の随伴）：安息日送り。特に現在ハシディズムでよく行われる
  - シャーローシュ・セウードート　shalosh seudoth：マアリーブの前の軽食
  - モーツァーエー・シャッバート、モーツァーエー・シャッバート＝コーデシュ　聖なる安息日明け 睡眠。翌日は日曜。キリスト教徒の安息日

- 安息年
  - ヨベルの年 en:Jubilee (Biblical)

### イ
- イェシーバー（イェシバ、イェシバー）/ 学塾
  - ローシュ・イェシーバー　Rosh yeshiva ：イェシーバー長のラビ
  - ブリスクのイェシーバー　Brisk yeshivas：ブレストのイェシーバー
- イェーツェル：衝動；善の衝動と悪の衝動の使い分け・バランスが大切というのがユダヤ教の考え方のひとつにある
  - イェーツェル＝ハットーブ　yetzer hatT'obh（善の衝動）
  - イェーツェル＝ハー＝ラーア　yetzer haRa'（悪の衝動）

- イエメン系ユダヤ人、イエメン・ユダヤ人、テーマーニー　en:Yemenite Jews
- 異教徒（異邦人、外国人）
  - ゴーイ　en:Goy(go'i)
  - シャッバート・ゴーイ　shabbath goy, shabes goy：安息日にシナゴーグやユダヤ人家庭で照明・暖房の管理をするキリスト教徒やイスラム教徒（ユダヤ人は土曜に労働を断つが、日曜や金曜に休むので問題がない）
- イグダル　yigdal
- イズコール　yizkor

- イスラエル

- イスラエル人 ユダヤ人の別称:
  - ベン＝ベリート：契約の子
  - ベネー＝イスラーエール：イスラエルの民 / ベネ・イスラエル
  - ショーシャンナト・ヤアコーブ：ヤコブの百合/薔薇 （ショーシャンナー：ユリ、バラ、ショシャナ（スザンナ））

- イスラエルの地　eretz Israel
  - 約束の地　hā’āreŝ hamMubht‘achath, the Land of behest
  - 嗣業の地（ナハラト・アーボート）　nachălath ’ābhōth, nakhalat avot ：嗣業（の地）

- イスラエルの子ら　Bnai Israel, Children of Israel
  - ベネ・イスラエル
- イスラエル関係記事の一覧
- イスラエル石柱　en:Merneptah Stele（古代イスラエルに関する考古資料）
- イスラエルの十二支族（聖書、古代イスラエル）
  - イスラエルの失われた10支族、エセレト・ハッシェバーティーム（古代イスラエル伝説）

- 一神教（画期的特徴）
- イタルキーム　Italkim
- イディッシュ文化
  - YIVOユダヤ調査研究所
  - ユダヤ・ユーモア（ユダヤ・ジョーク）　Jewish humor

- イフード （ユダヤ教、シオニズム思想）：語根 /y ch d/（一つ、唯一） とは形も意味も似ているがエーハド(1)から派生した別物なので注意が必要
- イッブーム　en:Yibbum（古代イスラエル、トーラー、結婚）：レビラト婚 en:Levirate marriage、逆縁婚
- インドのユダヤ人　Indian Jews

### ウ
- ウィッドゥーイ　widdui
- ヴィンペル　de:Wimpel, вымпел （ドイツ語・イディッシュ語、ロシア語）：割礼式で使った布のこと。バル・ミツワーまでで取っておき、式でセーフェル・トーラー（トーラーの巻物）を縛り、布に名前や願いを刺繍したりする
- ウシュピジン：（アラム語「客人」）仮庵祭での7人の客人
- ウネタンネー・トーケーフ　uNtannneh Tokef：アシュケナジム系の大祭日（ローシュ・ハッシャーナー、ヨーム・キップール）のピユート

### エ
- エーダー、アダーティー　‘adhathi（形容詞） ：共同体（cf.ワアド）
- エタニム　Ethanim（聖書）
- エチオピア（コミュニティー、歴史）
  - ベタ・イスラエル
- エノク書　the Book of Enoch（偽書）
- エーハー、哀歌（諸書：ハーメーシュ・メギッロート、70人訳順の歴史書の1つ）：アーブの9日に朗読
- エーフォード　en:Ephod（トーラー）
- エルサレム（聖地）
言葉：לַשָּׁנָה הַבָּאָה בִּיוּשָׁלַיִם lašŠānāh habbā’āh bŶrūšālayim ラッシャーナー・ハッバーアー・ビールーシャーライム （来年こそはエルサレムで）
- エルサレム神殿（古代イスラエル、エルサレム）
  - 神殿の丘　har-habBayith
  - 至聖所　dbhir

- エルーシーン　erusin：婚約
- エン・ケローヘーヌー (JE)：神の唯一性を述べる、セファルディム系では毎日のシャハリートの終わり頃、アシュケナジム系では安息日と祭日のみの祈り

### オ
- （神への）畏れ：/ch r d/ /y r '/ /n r '/
- オーメル　en:omer (Bible)（トーラー）
- オーラーム　'olam：世界
  - オーラーム・ハッゼ：現世
  - オーラーム・ハッバー：来世。ユダヤ教では現実感を持ったものとして描かれない
  - オーラーム・カーターン　en:Olam katan：小さな世 ― ユダヤ哲学のコンセプト。ミクロコスモス

## か行
- /k p r/
  - キップール en:kippur → ヨム・キプル
  - カッパーラー、カッパーラ、カッパーロート、カパロット、贖罪式　en:Kapparah

- /q d š/
  - qōdheš
  - キッドゥーシュ　qidduš
  - キッドゥーシュ・ハッシェーム　qidduš hašŠem：殉教（神の名を聖ならしめること。決して殺人をすることではない）
  - キッドゥーシーン
  - qiddeš （動詞）
  - カッディーシュ　qaddiš （アラム語）
  - al-quds （アラビア語）：聖都、エルサレム

### カ
- 改革派
  - 改革派ユダヤ教徒の観点からのユダヤ教改革派　JewishEncyclopedia
  - カテゴリ
  - フィラデルフィア会議 Philadelphia conference (1869年)
  - ピッツバーグ綱領 Pittsburg platform (1885年)：カーシェールの廃止を決定した
  - 自由主義ユダヤ教　Liberal Judaism
  - 進歩主義ユダヤ教、進歩派

- 改宗　Religious conversion / proselytism
  - 改宗 (ユダヤ教)（改宗者）　en:Conversion to Judaism, proselyte
    - hithyahēdh　ユダヤ教への改宗 正統派では学究は勿論、ミクウェ、割礼、ユダヤ教への知識と一年の学び、ユダヤ人社会への責任などが必要
    - ユダヤ教への改宗者の一覧

  - 背教者に関する言葉：
    - ムーマール mumar：ユダヤ教から他宗教への改宗者
    - アーム・ハー＝アーレツ　'am ha'aretz

- ガーオーン（ガオン）、ゲオーニーム

- カーシェール（カシュルート、コシェル）（トーラー、食文化：食物規定に適正である事）
  - 不浄な生き物
  - テレーファー、ターレーフ（形容詞形）、トレイフ、トライフ　tə‘rēphāh, イディッシュ語 treif(e)：外傷死した生き物で、非カーシェール
  - ネベーラー　nəbhēlāh, nevela：正規のシェヒーターによらずに（自然死、他の方法問わず）命を落とした生き物の死体。ミツワーでは食べられない
  - パーサル（パーアル動詞）　pāsal（聖書、食文化）：トーラーにより飲食が禁ぜられること
    - ニフサル　niphsal（ニフアル動詞形） / パースール　pasul：（形容詞）食べ物のミツワーに不適格な

  - パレヴェ/パルヴェ、パレヴ　en:Pareve
  - 肉類（バーサール）　bāśār, fleysh / fleyshik("Fleischig")
  - 乳製品（ハーラーブ）　chālābh, milkh / chălābhī, milkhik("Milchig")：後者の形容詞は食器のことも指す。死と命を区別するために肉料理用と乳製品用の食器や、素材の保管場所も区別する。そのようにして生活を聖化する
    - ムーツレー＝ハーラーブ　mūŝrēy-chālābh

  - ムフシャール（形容詞形）　mukhshar：カーシェールの
  - マシュギーアハ：カーシェールの監査役
  - ヘフシェール、ヘクシェール　en:Hechsher（食用許可、食文化）

- カッディーシュ（カディッシュ）

カッバーラー（カバラ、カバラー）（神秘主義文学。神智学、世界観）
ユダヤ教のエッセンスを身に着け、更によほど博学なユダヤ教徒のみが近づくことができるもので、キリスト教徒によるもの、偽占い・タロットなどの迷信と遊び的な趣味の世界、魔術・秘密結社などの妄想の世界とは完全に区別される。
- クリフォト
- ゲマトリア
- 生命の樹
- 知恵の樹
- 智天使
- ノタリコン
- 流出説
- リリス
- en:Binah (Kabbalah)
- ヘーセド (カバラ)（ヘセド）　en:Chesed
- ホフマー (カバラ)　en:Chokhmah (Kabbalah)
- en:Da'at (Kabbalah)
- エーン・ソーフ　en:Ein Sof (Kabbalah)
- ホード　en:Hod (Kabbalah)
- イッブール　en:Ibbur (Kabbalah)
- ケーテル (カバラ)　en:Keter (Kabbalah)
- en:Netzach (Kabbalah)
- セフィーラー　en:Sephirah (Kabbalah)
- Tiphereth
- ツィムツーム　Tzimtzum：「縮小」；本来無限である神が、自らを収縮させて世界創造の場を与えたという思想
- Yesod
- ゲブーラー　en:Gevurah (Kabbalah)、gevure
- en:Gilgul (Kabbalah)
- タギリオン　Thagirion
- ベネー・バールーフ　Bnei Baruch

ユダヤ教徒のカバリスト：
- Baruch Ashlag
- Yehuda Ashlag
- モーセ・コルドベロ
- ゲルショム・ショーレム

- 神
  - ユダヤ教における神の呼称　Names of God in Judaism
    - YHWH
      - ヤハウェ（私はある）
      - יְיָ yəyā 朗読・歌など声に出すときは「イェヤー」などと読まずに、アドーナーイ、ハッシェームと読む

    - エール、エル　'el（cf.イール、イーラー、アッラー）
    - エローヒーム（エロヒーム）　'elohim, God
      - エローキーム　’ĕlōqīm（正統派、敬虔なユダヤ人が、神のもう一つの名である「エローヒーム」も避けるためにこう朗読する）

    - 「主」、アドーナーイ、アドナイ　Adonai, Herr, Lord, isten, pan
    - その名（唯一の名、「御名」）、ハッシェーム　hašŠēm
    - シェル＝オーラーム（世界の主）　shel-'olam

  - エリヨーン　Elyon：至高の存在
    - シャッダイ、エール・シャッダイ　shadday, el shadday（全能者）
    - リッボーン、「主」　רִבּוֹן
    - ハン＝マーコーム（遍在、空間）　hamMaqom
    - 聖なる御方　haqQadhosh-barukh-hu', hqb"h
    - de:G'tt

- カーメーア　qāmēya‘, kamia：護符
  - ハムサ
  - シッウィーティー、シヴィティ　shivviti, shiwwithi（詩篇16:8）
- カライ派　（聖書本位主義）、ベネー・ミクラー（聖書の子）
- カライム人（トルコ系のユダヤ教徒）
- ガリラヤ（イスラエル）
- カルパス（食文化、過ぎ越し）
- カントル = ハッザーン

### キ
- キシュカ、キシュケ（食文化）
- 偽典　en:Pseudepigraphy
- キッテル　en:Kittel
- キッドゥーシュ
- キッパー　(yarmulke, jarmulka, scullcap)
- キトニーヨート
- 宮廷ユダヤ人、シュタドラン　Shtadlan, Hofjude, Court Jews（異教徒との関係の歴史）
- キリヤート　qiryath：城壁のある町
- キルアイム（混合、混交）
  - シャアトネズ、シャトネズ　en:Shatnez（トーラー、衣類）

### ク
- /k n s/ 語根
  - クネセト
  - ベート・クネセト = シナゴーグ
  - クネセト＝ハッグドーラー、大集会　kneseth hagGdolah（第二神殿時代）

- クーゲル　（食文化）
- 口伝（律法）（くでん）
  - タルムード
  - ミドラーシュ

- クニッシュ　（食文化）
- クネーデル、クフター、マッツォー・ボール （食文化）
- グルジーム、グルジア・ユダヤ人、グルジア系ユダヤ人
- クリムチャク人（ラビ・ユダヤ教徒のトルコ人）
- クレプラハ、クレペル、クレプレフ、クレプラック（食文化）

### ケ
- 啓示、啓示文学（聖書の形態）
- 契約の板　luchoth habBrith（ルーホート・ハッ＝ベリート）：モーセの十戒を刻んだ石版
- 契約の箱（トーラー）
- ゲウッラー、ゲウラー　geullah：「贖い」
- 結婚 (ユダヤ教)（結婚、結婚式）　Jewish view of marriage
  - シェバー・ベラーホート
- ゲットー（キリスト教徒による差別、ヨーロッパ史）
- ゲート、ギッティーン（離縁状）
- ケドゥシャス・レヴィ（ケドゥーシャト・レーウィー）　Kedushas Levi, qdushath Lewi：18世紀ベルディチフのハシディズム・ラビ（ツァッディーク）、レヴィ・イツホク（レヴィ・イツハク）  Levi Yitzchok of Berditchev によるトーラー註解書
- ゲフィルテ・フィッシュ（食文化）
- ゲマーラー（ゲマラー、ゲマラ）
- ケリーアー（アーレフ）　qərī’āh：読むこと
  - ケリーアー・ベコール　qriah bqol：音読、朗読
- ケリーアー（アイン） keria：衣服を引き裂くこと（トーラーやエステル記に登場する）。現在はリボンを引き裂くなどの儀式
  - ケリーアト・ヤム＝スーフ　qri'ath yam-suph：紅海が二つに割れたこと（出エジプト記）
- ケルビム（トーラー）
- 原始キリスト教（初期キリスト教）（キリスト教）
- 堅信（改革派）
  - 堅信礼、堅振礼（改革派）

### コ
- ゴイ（ゴイム）
- 行為、行動
- 香料 incense, (flavour) （Incense）
  - 香炉、香料入れ（香料箱）　en:Censer：ハブダーラーで使用 （JE）
    - ミクテレト　miqt'ereth：現代ヘブライ語ではキセルのこと
    - メカッテーロート　meqat't'eroth
    - マハター　machthah

- 古代イスラエル
- コーチン（コミュニティー）
  - コーチン・ユダヤ人
- コル・ニドレ　en:Kol Nidre
  - シェブーアー（誓い・誓願・誓約）
- kol va-chomer：ラビのハラーハー解釈法の一つ
- コーレール　結婚した学生のためのタルムード学校
  - コヴノ・コレル　Kovno kollel
- コンコルダンツィア、コンコーダンス、用語索引（要語索引） en:Concordance (publishing) ：（宗教を問わず）聖書一般の用語の索引、聖書語句索引のこと

## さ行
- /s d r/ 語根の言葉：
  - シッドゥール ：（毎日、安息日、祭りの日ごとの祈りを集めた本）
  - シドラー　sidhrah：
  - セーデル、セデル（順序）
    - アルバア・コーソート　arba' kosoth：四つの杯
    - セーデル・シェル・ペサハ、過ぎ越しのセデル
      - ペサハの鉢（皿）、カアーラー・シェル・ペサハ　qə‘arah šel pesach / en:Passover Seder Plate
      - マーロール / ハゼレト　chăzereth ：現代ヘブライ語では「西洋わさび、わさび大根」のこと
      - ハローセト：料理
      - カルパス：セロリ、パセリ、レタスなど。現代ヘブライ語ではセロリ・オランダミツバのこと
      - ゼローア　zərôa‘ ：フラドチキン状の、鶏肉の足の骨。ヘブライ語では腕のこと
      - ベーツァー　bēytzāh ：卵

    - クーゲル
    - エリヤの杯

  - ミシュナーの各編のこと
    - シッシャー・シドレー・ミシュナー、「シャス」、ミシュナーの六篇　šiššah sidrey mišnah, "shas"（種子・祭り・女性・損害・聖なる物・清潔についての口伝律法）

### サ
- サアド　sa'd （アラビア語）

- 再建派

- 最後の審判　yôm hadDīn （「裁きの日」；聖書、概念）
- サーボーラー、サーボーラーイーム　sabhora'im：完成したタルムードを、さらに註解したバビロニアの学者
- さまよえるユダヤ人（キリスト教徒による伝説・中傷）
- サマリア（イスラエル）Samaria
- サマリア教 Samaritanism
- サマリア五書 Samaritan Pentateuch
- サマリア人 Samaritans
- サマリア文字
- 山岳ユダヤ人
- サンヘドリン（古代イスラエル、フランス史、ミシュナー）
  - 「最高法院」：古代から5世紀までの裁判、立法、政治的機関
  - ナポレオン革命後設置されたフランスの大サンヘドリン
  - ミシュナー、ネジーキーン・4

### シ
- シェイトル　en:Sheitel（女性の衣装）
- シェオール　Sheol（聖書、ヘブライ語）：墓。地獄は誤訳
- シェケツ、シェイゲツ、シクサ　sheqetz, en:Shegetz, shiksa
- シェケル　en:Shekel
- シェバハ、賛美　שבח
- シェヒーター（屠殺、生き物の命を頂く儀式）
  - ベート＝ミトバーハイム　bēyth-mit‘bāchayim：屠殺場

- シェヒーナー（シェキナ）　en:Shekhinah
- シェマ（シェマア）、シェマア・イスラーエール　en:Shema Yisrael （cf.信仰告白）
  - ケリーアト・シェマア（唱えること）
- ジェルバ島（ディアスポラ・コミュニティー、シナゴーグ）　Djerba

- シオン（エルサレム）
- シオニズム
  - 宗教シオニズム
  - 精神的シオニズム
  - 文化シオニズム
  - 労働シオニズム
  - シオニズムの歴史

- 死海文書（死海西岸から出土した文書の総称）
  - クムラン文書、クムラン
- シッター　en:Shittah-tree

- シナゴーグ
  - エスノガ　Esnoga（ジュデズモ。リンクページはニューノルシク版）
  - シュール　Shul（イディッシュ語。ニューノルシク版）
  - ケネサ　kenesa （カライム語）
  - シナゴーグ建築 en:Synagogue architecture
  - ゲニーザー　en:Genizah：摩滅・破損した巻物などを保管する場所
  - ビーマー（ビマ、ビマー） / アルメマール（ビーマーはアシュケナジム系、アルメマールはセファルディム系の用語）
    - cf.講壇、演壇（プルピル） pulpil
    - ドゥーハーン　dukhan：演台

  - オメド　omed (< עמוד ammôdh ページ・柱) （イディッシュ語）：カントルの机 / 読書台・書見台、聖書朗読台（lectern） cf./‘ m d/ は立つこと
  - アローン＝ベリート　aron brith：契約の箱 （神殿時代）
  - アローン＝ハッコーデシュ、ヘーハール　aron haqQodesh, heykhal：聖櫃
  - ネール・ターミード：神殿時代の永遠の火 / シナゴーグで礼拝中に聖櫃の前に燈される火
  - シャンマーシュ
  - 幕　pārōkheth：現代のシナゴーグでは聖櫃（トーラーを入れた箱）にかかっている
  - ミズラハ
  - メヒッツァー
  - ガッバイ　en:Gabbai：シナゴーグの主事、管財役 / 慈善団体などの会計係 / 中世初期の収税官吏
  - シャバス・ゴイ　Shabbas goy
  - バアル・コーレー　ba'al qore, baal koyre ：パーラーシャー朗読者；カントル、シャッツなど
  - シャリーアハ＝ツィッブール（シャッツ）　shliach-tzibbur, "Schatz"：先唱者
  - ガッバイ・ツェダーカー（正義（慈善）の集め）：聖櫃開け、トーラーの朗読への招聘のための呼び出しをする人
  - パルナス　parnas：シナゴーグに属するユダヤ教徒の代表
  - ウーラム＝ケリーアー　ulam-qriah：読書室、閲覧室
  - ベート・ミドラーシュ　en:Beth midrash
  - シュティブル　shtibl, shtiebl(Stübel)
  - クロイズ　kloyz, kloiz(Klause)
  - シュルフル　shulkhl = 小さなシナゴーグ（shul か shulchan の指小形）
  - 大シナゴーグ　The Great Synagogue：ミシュナーに示されている
    - 大集会（クネセト・ハッ＝ゲドーラー）　kneseth hagGdholah, Great Assembly
    - kneseth hagGadhol：各地のシナゴーグの名前

  - ヘブライ学校　Hebrew school：公立学校の後のユダヤ教徒初等学校
  - 　英語版カテゴリ シナゴーグ、国ごとのシナゴーグ も参照

- シバ、シバの女王（古代イエメン、古代イスラエル、聖書）
- シビティ　shiwwithi, shivviti：シナゴーグや家庭での飾り
- シボレト（シボレテ、合言葉）en:Shibboleth（聖書）
- シムハト・トーラー　simchat torah
- シャアトネズ
- シャス
  - 政党
  - シッシャー・セダーリーム、6巻の本、ミシュナー6篇 ≠ タルムードの別称
- シャハリート、テフィッラト・シャハリート = 朝の祈り　de:Schacharit
- シャーブーオート（シャーブーオース）
  - 別名：マッターン＝トーラー　mattan-torah：トーラーの授与
非正統派では、この日に堅信礼を行うことが多い
  - cf.シャーブア：週
- シャブタイ派　Shabbathaian, Shabbethaian, Sabbatian（隠れユダヤ教徒）→シャブタイ・ベン＝ツビー
- シャラハ・マノス　shalach manoth（プーリーム）

- 宗教：ユダヤ教と、他の宗教の非ユダヤ的な多くの部分、または宗教観の多くの部分、ユダヤ教への無知、「宗教」に対する無知や偏見との間にはほとんど関係が無い
  - 世界宗教
- 十分の一税　en:Tithe（古代イスラエル、聖書）
- 祝福（聖書）
- ジューイッシュ・サイエンス　en:Jewish Science
- 十戒 → モーセの十戒（聖書、ミツワー）
- シュテットル、シュテートル、シュテテレ（東欧コミュニティー史）
  - デルフル　derfl(Dörfl)：村
- 樹木の新年　tu bishevat（トゥー・ビシェバート、ローシュ・ハッシャナー・ラー＝イーラーノース）
- シーユーム （完了）　siyum：トーラー朗読・筆写・タルムード一巻の研究の終わりと、記念の会食
- シュルハーン・アールーフ　shulchan 'arukh（ハラーハー文学）

- ショーファール（聖書、古代イスラエル、音楽）　Shofar：角笛
- ショーヘート shochet：屠殺師
- ショラーシーム　en:Shorashim

- シルダの人々 de:Schildbürger
- シロ（サマリアの地名）
- シーワーン　Sivan

- 神殿（古代イスラエル）
- 神学（生活面ではハラーハー解釈を超えるものでないなどと言われるものの、神学という言葉も非常に良く使われる）

- 「信仰」（信条、教義）
- 新正統派　New Orthodox Judaism
- ユダヤ教神話学　Jewish mythology

### ス
- ズーグ、ズーゴート：夫婦、番（つがい） / 口伝の伝承に責任を持った、古代の5代・5組の大クネセト（Kneseth hagGdholah）長

- スッカー、仮庵　sukkah　Tabernacle

- スッコート　Sukkoth, Feast of Tabernacles / sukkos, sukkes
  - ホーシャアナー・ラッバー　Hosha‘na rabba’
  - アルバーアー・ミーニーム　arba'ah minim：四つの種類（の植物）
  - シェミーニー・アツェレト（シェミーニー・アツェレス）　Shemini Atzereth
  - シムハト・トーラー

- 過越

- スフガーニーヤー（食文化）
- スラトコ（食文化）

### セ
- 聖化　consecration：（キリスト教用語では「聖変化」といい全く別のこと）
- 聖地
- 聖都：イェルーシャーライム、ヘヴローン、テヴェリヤー、ツェファートの四聖都
  - マクペラの洞窟 machpelah en:Cave of the Patriarchs
- ユダヤ人の姓名

- 聖書（ヘブライ聖書）　Hebrew Bible, Hebrew Scriptures, Biblia Hebraica ：「聖書」は多分にキリスト教的表現である
名称：
  - セーフェル＝ハッタナフ、シフレー＝ハッコーデシュ
  - タナフ　tana"kh（トーラー、ネビーイーム、ケトゥービーム）
  - ミクラー、朗読（するもの） en:Mikra （クルアーンの語源でもある）

- 大聖書、ラビ聖書、ミクラーオート・ゲドーロート en:Mikraot Gedolot, The Rabbinic(al) Bible

- トーラー：
  - 別称：セーフェル＝ハットーラー（トーラーの書）、フンマーシュ（五書）　sepher hatTorah, chummāš/Pentateuch
  - セーフェル・トーラー、トーラーの巻物　 Scroll of the Law
  - ケーテル・トーラー、トーラーの王冠（巻物にかぶせる飾り）　kether, kroyn(Krone)
  - リンモーン：巻物の上部の飾り

- ネビーイーム、預言者の書
- ケトゥービーム、諸書（聖文書）　Hagiographia
- ウィキソース：ミクラー朗読プロジェクト　ויבינו במקרא, s:en:Vayavinu Bamikra - 音楽を聴くこともできる

- ヤムニア会議
- 外典
  - タルグーム・ハッシブイーム、七十人訳聖書
    - マソラ写本
    - 第二正典13巻
- 偽典、偽書

聖書解釈方法：
- パルデース（パルデス）　Pardes = 果樹園、楽園
  - ペシャート　פְּשָׁט pshat ：文字通り。ユダヤ教では文字通りの解釈というのをあまりしない
  - レメズ　רֶםֶז remez ：比喩
  - デラーシュ　דְּרָשׁ en:Midrash ：意味の解説、隠れた意味を探るなど、決して字義通りではない聖書解釈：そこから誕生した文学ジャンルを「ミドラーシュ」文学という
  - ソード　סוֹד sôdh ：神秘主義 / 現代ヘブライ語で「秘密」
- コル・ワーホーメール　qol-wāchōmēr
- ノタリコン　notariqon：文の省略、または略語の展開。聖書解釈では、例えば意味のわからない単語を略語として解釈すること
- ゲマトリア（数によってトーラー解釈をすること。数遊び的なものにもなる）

- ミクラーの一節（聖書の一説）、証明する聖句　proof text, dicta probantia （多分にキリスト教神学的用語である）

- タナハ
- セラー　Selah：詩篇の区切り目のこと

ミクラー研究
- ヘブライ聖書における背教者を批判する節　Verses in the Old Testament criticizing apostates ：イザヤ書を読むと、単純に邪悪なものへの批判のようにも取れる
- 知恵文学　Wisdom literature

- 聖書外文書 （考古学・歴史学）

- 正統派
  - 現代正統派ユダヤ教

- 世俗、世俗派　en:Secularity：ヤハドゥート、つまりユダヤ教と関係の無いこと
  - cf.非順守派　Non-observant Jews
- セビーボーン　sbhibhon、ドライデル dreidel
- セファルディム、セファルディ
- セーフェル・ハッ＝ザーハーブ、黄金書　Sepher hazZahabh
  - セフィーラー、スフィーラー　sphirah ：数えること（cf.zephyr）
    - セフィーラト＝ハーオーメール　：オーメルの時期を数えること
- セーフェル＝ハーアッガーダー
- セファーリーム・ヒーツォーニーム
- ゼブルン、ゼブルン族（12部族）　Zebulun
- 書の民、啓典の民（アム＝ハッセーフェル）　‘am-hasSepher
- セミハー　semichah：按手礼（民数記27）
- セム学
  - セム語学　Semitics
- セリーハー　slichah
  - セリーホート slichoth：贖罪の祈り
- 選民（撰民）（決して単純な思想ではない）
  - 選民としてのユダヤ人　Jews as a chosen people
  - Chosen People Ministries（メシアニック）
- 戦没者記念日 (イスラエル)（イスラエル）

### ソ
- 供えのパン　en:Showbread（トーラー）
- ゾーハル（ゾハール）

## た行
- /t ch n/
  - テヒーナー　tchinnah, tkhine：祈り
  - タハヌーン　tăchanūn：シャハリート、ミンハーのアミーダーの後の祈り

- /t‘ m ’/　「不浄」「けがれ」 cf./k l k/（日本的表現と思われる） ←→ 清い、清浄 /t‘ h r/

### タ
- 大祭日　the High Holiday (Holy Day)：ローシュ・ハッシャーナー、ヨーム・キップール
- タッリート、タリット
  - タッリート・カーターン Tallit katan：小タリット

- タルグーム：翻訳（アラム語訳）
- タルグーム・ハッシブイーム：七十人訳聖書
  - 七十人訳聖書年代記　Septuaginta chronology

- タルムード
  - バビロニア・タルムード（バビロニア版タルムード、タルムード・バブリー）　Babylonian Talmud
  - エルサレム・タルムード（エルサレム版タルムード、タルムード・イェルーシャルミー）　Jerusalem Talmud
  - タルムードの審理（タルムードの会議、タルムードの実験）　Trial of the Talmud：中世のタルムードに関するラビ達の議論
  - ダフ・ヨーミー　en:Daf Yomi

- タルムード・トーラー　talmud-toyre
- 断食
  - ツォーム　tzôm, fast
    - ツォーム・ゲダリヤー、ゲダリヤの断食　en:Fast of Gedalia

  - タアニート　en:ta'anit：贖罪、喪
    - タアニート・エステール、タアニート・エステル（プーリーム）　
    - タアニート・ベホーロート、初子の断食　ta'anith bchoroth/bchorim, Fast of the firstborn

- タンナーイーム（タンナ）　en:Tanaim
- タンムーズ（タンムズ）
- タンムーズの17日、シブアー・アサル・ベ＝タンムーズ　Shibhah Asar Betammuz

### チ
- 超正統派、ハレーディー　חֲרֵדִית ,חֲרֵדִי chărēdhī(th) / khareydi(s)
- チョレント　（食文化）

### ツ
- /tz d q/ 語根
  - ツァーディー、ツァーディーク　tzadi, tzadhiq（ヘブライ文字）
  - ツェダーカー　tzdaqah （cf.アラビア語 s'edaqa）：正義（慈善ではない）
  - ツァッディーク：義人
    - ツァドク　tsadok（イディッシュ語）

  - ツァードーク、ザドク　Tzadoq, en:Zadok (High Priest)/Sadoc ：ダビデ、ソロモン時代のコーヘーン（祭司）、サドカイ派の創始者という話がある

- ツァーラアト：トーラーで言う皮膚病のけがれの一種。現代語ではらい病・ハンセン病の意味だが、本来はそういう意味でなかったと言われる
- ツィーツィート（ツィツィット、ツィツィト）
- ツィメス（食文化）
- ツェダーカー　Tzedakah
- ツェニーウート　Tzeniut

### テ
- ディアスポラ
  - イェリーダー　yridhah：イスラエルの地から国外へ移住すること
- ディアスポラ民族主義、ディアスポラ主義
- テイグラハ（食文化）
- ティシュアー・ベ＝アーブ、アーブの9日
- ティベリア　Tiberias
- ティベリア式発声（ティベリア式ヘブライ語）　en:Tiberian vocalization
- テシューバー　teshuvah en:Repentance in Judaism ：答え / 神への回帰
  - バアル＝テシューバー：改悛者 ユダヤ教で神は加虐的に描かれない
- テフィッリーン
- テーベート、テーベース（ユダヤ暦）
  - アサーラー・ベテーベート、テベトの10日　Tenth of Tevet
- 天使（聖書、ミドラーシュ）
- デンメ派　en:Donmeh （隠れユダヤ教徒）

### ト
- 東方植民（ドイツ植民）　de:Deutsche Ostsiedlung（ドイツ人の歴史、異教徒との関係の歴史）
- ドゥラ・エウロポス　Dura Europos（ディアスポラ・コミュニティー、シナゴーグ）
- イスラエル独立記念日（独立記念日）en:Yom Ha'atzmaut
- トーセフター、トセフタ
- トーサーフォート
- トーラーダー　toladhah ：歴史
  - トールドート＝アハローン　toldhoth-aharon
    - アハロン記、アロンの歴史：口伝、つまりミシュナーとタルムードの参照箇所を大聖書で表示する際の見出しとその箇所の名前
    - トルドス・アハロン　en:Shomer Emunim (Hasidic dynasty)：ハシディズムの宮廷の一つ

## な行

### ナ
- 嘆きの壁
- ナジル人（びと） （古代イスラエル、ヤハウェの宗教）
- ナバテヤ（古代イスラエル）

### ニ
- ニカノルの日、ニカノル（タアニート・エステールの前身）
- ニクダー（ニクード）　Niqqud
- ニッダー　niddah （聖書起源はレビ記 15:19-24, 18:19, 20:18、タルムードでは一巻）：整理中の女性の地位に関すること。家族の清潔さ（taharat hamishpacha）の一部。大変古い習慣
- ニティーラト＝ヤーダイム　nət‘īlath-yādhayim：手洗い。食事やトイレの前に手を洗い祈りを唱えること

### ネ
- ネイーラー：ヨーム・キップールの最後の祈り
- 祭司の祝祷（ネシーアト＝カパイム）

### ノ
- ノアの洪水（マッブール）（創世記）　mabbul
  - ノアの方舟　tebheth-noach（創世記6章）（創世記）

## は行
- /p r š/ 語根
  - ペーラシュ　perash （動詞形）
  - パーラーシャー、パーラーシャト = ハッシャーブーア parasha, parashath-hasShabua ：その週に読む聖書の箇所
  - パルシャーヌート　parshanuth ：注解、註釈
    - メフォルシーム　meforshim：註釈（注釈）者、註解（注解）者
    - パルシャーン　parshan：註解者、註釈者

- /b r k/ 語根
  - バールーフ、バルク　barukh：祝福されていること / 人名
  - バールーフ・ハッバー　barukh habba' （詩篇118:26〜29） - ハッレールの最後の部分。この言葉は英語 "welcome" に相当し、現代ヘブライ語で普通に使われる他、詩篇が結婚式、祝いの場で歌われる
  - バールーフ・ハッシェーム　barukh hasShem：神の名は誉むべきかな、神のおかげにより
  - ベラーハー　祝福、幸運を祈ること
  - ビルカト＝ハンマーゾール　birkath-hamMazor：食後の祈り
  - ビルカト＝ハンミーニーム　birkath-hamMinim：アミーダー12
  - ビルカト＝ハーホーデーシュ　birkath-haChodhesh：（新月の祝福）新月（ローシュ・ホーデーシュ）の前の安息日での祈り
  - ビルカト＝ハッコハーニーム　birkath-hakKohanim：（コーヘーンによる祝福）現在、シナゴーグにおいてコーエン（コーヘン）姓の人によって唱えられる（民数記6:24-26、祈り）

### ハ
- 開封、ハイフォン
  - 開封のユダヤ教徒　Kaifeng Jews, Jews in China
- バグダーディ、バグダーディー　en:Baghdadi Jews
- ハッガーダー（ハガダー） ≠ アッガーダー
  - ハッガーダー・シェル・ペサハ：過ぎ越しのハッガーダー
- ハザル　chăza"l = chăkhāmēynū zikhrônām liBhrākhāh（我々の尊敬すべき賢者） ：タルムードに収録されているラビ、賢者のこと
- ハザール（ハザル（カザール）、ハザール人（カザール人）、ハザール王国（カザール王国）、ハザール国）（歴史、改宗者）
- ハーシード（ハシッド）　chāsīdh：有徳であり、思いやりのある行為の実践者
  - ハシディズム
  - ハシディズムの宮廷の一覧（ハシディズム、ユダヤ教とコミュニティー史）
- パシュトゥーン人
- ハスカーラー（ハスカラー、ハスカラ）
- パストラミ　（食文化）
- ハーターン・トーラー　chatan torah, Bridegroom of the Law （トーラーの花嫁）
- ハッカーファー、ハッカーフォート　haqqāphāh, hakafot
- ハッザーン、ハザーン
- ハッラー（ハーラ） khale（食文化）
- ハッレール　hallel （祈り：詩篇113〜118、136） - 三大祭で朗読する。ハレルヤに因む
- バドハーン、バトヘン　badchan/badchen, badchonim

- ハヌッカー（ハヌカー、ハヌカ）
  - マーオーズ・ツール　ma‘oz tzur （「砦よ、岩よ」）：13世紀ドイツに起源を持つ賛歌

- ハヌッキーヤー：9本の、蝋燭台の数の多いメノーラー
- ハーハーム、「賢者」　en:Hakham（賢人、専門家、学者、ユダヤ教学者など；また、セファルディム系ラビのこと）

1. ハハーミーム：ソフリーム、タナイーム、アモライームのこと；紀元前6世紀から語6世紀までのハラハー面での指導者
2. セミーハーを受けないラビ
3. ラビの別称、カライ派・中東での名称

- ラショーン・ハハーミーム（ハハーミーム時代のヘブライ語）：ミシュナー・ヘブライ語のこと

- ハビル　habiru(chabiru) （アッカド語（アッシリアとバビロニアの言語）文献の考古学資料）
- バビロニア（聖書時代の歴史）
  - プンペディタ　Pumpedita
  - マホザ　Mahoza
  - ネハルデア　Nehardea
  - ルキウス・コルネリウス・スッラ
  - スーサ（シュシャン、スサ）
  - テルアビブ
- バビロン
- バビロニア捕囚（バビロン捕囚）（聖書、歴史、ディアスポラ・コミュニティー）：ヘブライ語で区別はないが、都市としてのバビロンだけに住んだわけではない
- ハフターラー
- ハブーラー
- ハマンタッシュ、ハマンタッシェン（食文化）
- ハーメーツ（パン、過ぎ越し）
- バーライター、バライタ（バライトート）

- パーラーシャー、パルシャー

- ハラーハー（ハラハー、ハラハ、ハラカー）

- ハルヴァ　（食文化）

- ハールーツ　chalutz（シオニズム）
- ハルッカー　chaluqqah ：外国のユダヤ教徒から、イスラエルに届けられた寄付金
- ハレルヤ（ハッレルーヤー）　hallluyah - 主に祈り、褒め称えること
- ハンガリー学派　Hungarian school（ヨーロッパ知識史）

- 反ユダヤ主義（異教徒との関係の歴史）
  - 反ユダヤ主義の歴史　History of anti-Semitism
  - 反ユダヤ主義者の一覧
  - 強制改宗：一般的な偏見や迷信は、キリスト教の政策に起源を持つ
  - 異端審問
  - 重税、偶蹄税の侮辱
  - 差別化政策（キリスト教徒社会から排除し、アザゼルの羊を作り上げる悪のキリスト教徒による社会的・経済的・政治的政策）
  - 血の中傷　‘ălīlath-dām, blood libel
  - 儀式殺人　Ritual murder
  - 迫害（異教徒との関係の歴史）
  - マラノ、マラーノ
  - コンベルソ
  - コル・ニドレ批判
  - 陰謀論（陰謀論は空気のように知覚しがたい部分もある。現代の陰謀論を考えてみる必要がある）
  - 異教徒によるデマや嘘
  - 反シオニズム
  - ハニーフ hanif の利用
  - 反イスラエル　Anti-Israel, Israelophobia
  - ホロコースト否定論、ホロコースト軽視論
  - コスモポリタニズム

リフューズニク　en:Refusenik (Soviet Union)
ソ連政府によるユダヤ教・シオニズム弾圧。一例ではベルゲルソンなどイディッシュ語作家の粛清、戦後ではシャランスキー、マイスキー、フェルツマン、ロストロポーヴィチなど多数
- - インターネットを利用した、公然たる反ユダヤ主義喧伝、反ユダヤ主義サイトの存在
- ドレフュス事件
- 十字軍
- ナチズム
  - ホロコースト
- カテゴリ
- en:Category:Anti-Semitism
- de:Kategorie:Antisemitismus
- アメリカ優先委員会　en:America First Committee
- 反ユダヤ教　en:Anti-Judaism
- アラブ人と反ユダヤ主義　en:Arabs and anti-Semitism
- 本当に600万人も死んだのか?　en:Did Six Million Really Die?
- アルチュール・ゴビノー　en:Arthur de Gobineau
- イスラム教と反ユダヤ主義　en:Islam and anti-Semitism
- イスラム人権委員会　en:Islamic Human Rights Commission
- キェルツェ・ポグロム　en:Kielce pogrom
- キシニョフ・ポグロム　en:Kishinev pogrom
- コシェル税　en:Kosher tax
- マルティン・ルターとユダヤ人　en:Martin Luther and the Jews
- 五月法　en:May Laws
- ユースタス・マリンズ　en:Eustace Mullins
- イスラームと反ユダヤ主義の国　en:Nation of Islam and anti-Semitism
- ネオファシズムと宗教　en:Neofascism and religion
- 新反ユダヤ主義　en:New anti-Semitism
- パーミャチ　en:Pamyat
- アル・シャープトン　en:Al Sharpton

en:David Dragunsky
en:Romuald Spasowski
en:Sect of Skhariya the Jew
en:Israel Shahak
パウル・アルトハウス　de:Paul Althaus
フェットミルヒ暴動　de:Fettmilch-Aufstand
リントフライシュ・ポグロム　de:Rintfleisch-Pogrom

### ヒ
- ビアリ（食文化）
- ビックーリーム　bikkurim：初穂、農作物の初物（レビ記2:14）
  - ハグ・ハッビックーリーム　hagh habBikkurim：初穂の祭り、シャーブーオートのこと
- ヒムヤル（ヒムヤル王国、ヒムヤル国、ヒムヤル人） en:Himyar（イエメンの歴史、ユダヤ教国）
  - ヒムヤル語
- ピーユート（ピユート）（ユダヤ音楽）
- ヒューマニズム・ユダヤ教　Humanistic Judaism
- 昼の祈り = ミンハー

ヒッルール＝ハッシェーム
神の名を冒瀆すること
例：宗教的であることを装いながら、倫理的・論理的でなく、思いやりのない人

### フ
- ファラシャ（人） = ベタ・イスラエル（歴史、ディアスポラ・コミュニティー）
- ファルフェル（ファーフェル）（食文化）
- フェミニスト神学
- フォルシュマーク（食文化）
- ブダペスト学派（ヨーロッパ知識史）
- ブナイ・ブリス（コミュニティー / 組織）
- フッパー（天蓋）
- ブハラ・ユダヤ人　en:Bukharan Jews
- プーリーム（祭）
- ブリンツ（ブリンツェ）（食文化）
- フレムゼル　chremsel, chremzel, chremzlach（食文化）
- プロセス哲学　Process philosophy、プロセス神学　Process theology （アルフレッド・ノース・ホワイトヘッドの影響による）
- ブンド

### ヘ
- ペサハ、過ぎ越し
  - cf.パスハー（復活祭）
  - シャッバート・ハッ＝ガードール、大安息日　shabbath hagGadol
  - アッディール・フー　addir hu （歌）
  - ペサハの犠牲　Passover sacrifice （古代イスラエル、サマリア人）
  - キー・ロー・ナーエ　Ki lo na'eh （歌）
  - ペサーヒーム　psachim JE：ミシュナー

- ベート＝ディーン（ラビ法廷）　beth din：ユダヤ教の裁判所。現在も各国で有効
  - ダイヤーン、ダヤン　dayan ：ラビ法廷（ベート＝ディーン）の判事

- ヘデル
- ベート・ミドラーシュ
- ヘブライ
- ヘブライ人
- ヘブライスト　Hebraist
- ヘブライズム　Hebraism

- ヘブライ語
  - ヘブライ語の歴史
  - ヘブライ文字
  - ヘブライ語版ウィキペディア　Hebrew Wikipedia
  - ヘブライ語アカデミー　Academy of the Hebrew Language
  - 美術的巻物の音訳（絵巻物の音訳）　Artscroll transliteration
  - アシュケナジム式ヘブライ語　en:Ashkenazi Hebrew
  - 聖書ヘブライ語　ləšôn-haqQōdheš, Biblical Hebrew language
  - ヘブライ語、ユダヤ教徒による叙事詩　Hebrew and Jewish epic poetry
  - ヘブライ語文法　Hebrew grammar
  - ヘブライ諸語　Hebrew languages
  - ヘブライ語の数詞　Hebrew numerals
  - ヘブライ語の音韻論　en:Hebrew phonology
  - ヘブライ語文学、ヘブライ文学
  - イスラエル文学
  - 礼拝におけるヘブライ語の同族語の一覧　List of liturgical Hebrew cognates
  - 準母音　Mater lectionis
  - ヘブライ語のローマ字化　Romanization of Hebrew
  - サマリア文字　Samaritan alphabet
  - セファルディム式ヘブライ語　Sephardi Hebrew language
  - ヘブライ語学、ヘブライ語研究　Study of the Hebrew language
  - ヘブライ語史、ヘブライ語の歴史
  - ティベリア式発音　Tiberian vocalization
  - ウィキプロジェクト・ヘブライ語　Wikipedia:WikiProject Hebrew languages
  - イエメン・ユダヤ人のヘブライ語　Yemenite Hebrew language
  - アラム語
  - アンモン語　en:Ammonite language
  - イディッシュ語　（ユダヤ諸語、東欧のコミュニティー）
  - イディッシュ語学　de:Jiddistik
  - エドム語　en:Edomite language
  - エラム語碑文（古代イスラエルに関する考古資料）
  - カライム語（ユダヤ諸語）
  - クリムチャク語
  - サマリア語、サマリア人のヘブライ語　Samaritan Hebrew language
  - 中世ヘブライ語　Medieval Hebrew
  - ファラシャ語（アガウ語の一種）
  - ミシュナー・ヘブライ語　Mishnaic Hebrew language
  - ミズラヒムのヘブライ語　Mizrahi Hebrew language
  - モアブ語　Moabite language
  - ユダヤ系英語　en:Yinglish
  - ラディーノ語（ユダヤ・スペイン語）
  - Dagesh
  - Niqqud
  - Eli
  - Kvutza
  - Segolate
  - Atbash
  - Hod
- ベーグル　（食文化）
- ベリート、ブリット　brith：契約、同盟
  - ベリート・ミーラー　brit milah：割礼
  - サンダーク、サンディク、サンデク　sandak, イディッシュ語 sandik(sandek)：割礼式の代父
  - クヴァテル　Kvatter
  - モーヘール（モヘル）、モーエール

- ベルベル・ユダヤ人（ディアスポラ・コミュニティー）
- ヘレニスト
- ヘレニズム
- ヘーレム　cherem：「破門」

### ホ
- 捕囚民の長 （アラム語、イラク・コミュニティー史）：バビロニア地方の政治的指導者 cf.ナーシー（イスラエルの地） ←→ガーオーン
- 保守派 (ユダヤ教)
  - （保守）

- ポーセーク（ポースキーム）　en:Posek, posqim

- ホール＝ハン＝モーエード　chōl-hamMô‘ēdh：ペサハ（過越祭）、スッコート（仮庵の祭）において、初日と最終日を除く平日のこと
- ホロコースト（ショア、ショアー、ショーアー）　en:Shoah, The Holocaust （ヨーロッパ史）
  - ホロコーストの義人の一覧
  - ホロコーストの犠牲者の一覧　en:List of Holocaust victims
  - ホロコーストの生存者の一覧　en:List of Holocaust survivors
  - ホロコースト芸術
    - ホロコースト文学

  - ショアの日、ホロコースト記念日　Yom HaShoah
- ホロコースト神学　Holocaust theology

## ま行

### マ
- マアリーブ（マアリブ） de:Maariw (Judentum), en:ma'ariv （夕べの礼拝）
  - マアリーブ (新聞)　en:Maariv：日刊新聞
- マイモニデス
  - マイモニデスの十三の信仰箇条、ミシュネー・トーラー（キリスト教的試み）
  - ユダヤ教の信仰箇条　Jewish principles of faith、アニー・マアミーン（〜だと思う。数々の歌の題名でもある）
- 幕屋（トーラー、古代ヤハウェの宗教）
  - オーヘル・シェローモー（ソロモンの幕屋）→オーヘル・シェローモー・シナゴーグ　Ohel Shlomo Synagogue
- マグレーファー　（古代イスラエルの楽器、ユダヤ音楽）
- マスキール　maskil
- マッギード
- マッソーラー（マソラー、マソラ）　en:Masorah
  - ケリー　qri
  - マソラ符号
  - cf.マーソーレト　massoreth 接着剤
  - マソラ本文、マッソーラー学者文書、マソラ写本
- マッツァー（マッツォー）　（トーラー、食文化）
  - アフィコマン　aphiqoman：かけら
- マッパー　mappah（モーゼス・イッセルレスによるハラーハー文学）
- マナ（出エジプト記）
- マハゾール：循環 / 祭日の祈りを集めた本 ←→ シッドゥール（日常の祈りを集めた本）
- マルヘシュワーン（苦いヘシュワーン、第8月。祭日が全く無いことから）

### ミ
- ミクラー：聖書 / 「節」のこと
- ミクワー、ミクヴェ
  - ミクワーオート　miqwa'oth （複数形）：（ミシュナー、トホロート・6）
  - テビーラー　t'bhilah ：（ユダヤ教、非ユダヤ教の総称）沐浴、洗礼
- ミシュナー：ハラーハーの集成、最初のラビ文学
- ミスナグディーム、ミトナグディーム
- ミズラヒム（ディアスポラ・コミュニティー、総称）
- ミゾ　Mizo（ディアスポラ・コミュニティー、改宗者）
- ミッドート（ミシュナー）

- ミツワー、ミツヴァ
  - ヒッドゥール・ミツワー：神の聖なるミツワー、ミンハーグを熱心に遂行すること cf.マアセー・ミツウォート　the deeds of the Commandments ：ミツワーの実践・遂行
  - ミツワーの適応、応化　Accommodation of the Law

- ミドラーシュ、ミドラッシュ：学問
  - ミドラーシュ・ハラーハー　en:Midrash halakha
  - ミドラーシュ・アッガーダー　Midrash aggadah

- ミニヤーン、ミンヤーン、ミニヤン（礼拝）
- ミンハー = 午後の祈り　de:Mincha
- ミンハーグ、ミンハグ

### ム
- ムーサーフ　musaph：聖書時代は追加の供え物、現在では祈り
  - アドーン・オーラーム（歌）：礼拝の終わりに歌う
- ムーサール　musar：倫理
  - ムーサール運動

### メ
- メシア：現在、中心的なものとはなっていない
  - 偽メシア　pseudo Messiach
- メッラー　mellah
- メノーラー、メノラー
- メフォルシーム　Meforshim
- メランメード、メラメード　en:Melamed：ヘデルの教師
- メルカーバー、メルカバ　merkava
  - 現代ヘブライ語で、馬車のこと
  - マアセ・メルカーバー、戦車の業　ma‘ăéh merkābhāh （エゼキエル書1）：エゼキエル書1章の内容に対して、ミシュナーが名付けたもの
  - メルカバ (戦車)

### モ
- 喪（ライフサイクル、コミュニティー、ユダヤ教）
  - 死　māweth
  - 葬儀、葬式　halwāyāh：葬儀は、悲しみを共有することでストレスを抑えようとする「社会的儀式」の一種であり、人類の知恵の一つである。ただし、宗教にとって、最も本質的でない一部に過ぎないことを知っておく必要がある。
    - ヘブラー・カッディーシャー：アシュケナジム系の葬儀組合
    - ヘスペード　hesped：弔辞、追悼演説

  - トホラー、タハラー　tohŏrāh, tăharāh：遺体を洗浄する
  - 埋葬　qābher（動詞）
  - 墓、墓地
    - ウィレスデン・ユダヤ人墓地　Willesden Jewish Cemetery

  - マッツェーバー：墓石、墓碑、記念碑
    - 追悼の言葉：təhē’ naphšô tzərūrāh bitzrôr hachayyīm ‘im nəšāmāh šebbəghan ‘ēdhen
    - 墓石に刻む言葉：bitzror hachayyim

  - シェオール　en:Sheol：黄泉（冥土）
  - テヒッリーム、詩篇　Tehillim
  - 7（シブアー）　en:Shiv'ah：暦の基準のひとつであり、屠る基準の日数であり、7つの特産物の数であり、遺族が完全に喪に服する日数である
    - シブアト・ハン＝ミーニーム（イスラエルの地の7つの特産物）　šibh‘ath hamMīnīm （申命記8:8）：小麦、大麦、ブドウ、イチジク、ザクロ、ナツメヤシ
    - ヤーシャブ・シブアー　yāšabh šibh‘āh ：遺族が完全に喪に服する

  - シェローシーム　shloshim：近親者の死から30日間続く半喪服期間
  - ヤールツァイト　Yahrzeit, Jahrzeit, yortsayt：年忌
    - カッディーシュ　Kaddish
    - ハズカーロート・ネシャーモート
    - ヒッルーラー　hillulah：傑出したラビの命日の、ラビ廟での祝い

  - イズコール　Yizkor：「神が覚えてくださるよう」：ペサハ、シャーブーオート、スッコート、ヨーム・キップールにおいて、近親の死者を記念する

- モーエード　mô‘ēdh ：祭
  - ホール・ハン＝モーエード　chol hamMo'ed：祭りの中間の日々
- 黙示
- モーヘル、モヘル　（割礼師）

## や行

### ヤ
- ヤード、ヤド　yad, yādh
- ヤハウェ
- YHWH (en:Tetragrammaton)

### ユ
- 唯一神
- 夕べの祈り→マアリーブ
- ユダヤ、ユダ（イェフーダー）　yhudhah / Ioudaia, Judaea：（地名、人名、略称（略称から広まった可能性もあるが、あくまで誤称、俗称。Jüdische -, Jewish - の略語として「ユダヤ〜」というふうに使われすぎているのも原因かと思われる）。ユダヤはギリシャ語・ラテン語で、ヘブライ語でユダヤとユダの区別はない）

- ユダヤ音楽　Jewish Music
  - シナゴーグ音楽　Synagogal music
  - シール　shir：歌
    - シール・ハン＝マアロート：「都もうでの歌」（詩篇の一部）
    - シール・ハッ＝シーリーム：雅歌（ハーメーシュ・メギッロート）
    - シーラー：詩歌、歌唱

  - ローン、リンナー　ron, rinnah
  - ゼミーロート
  - 朗唱　en:Cantillation
  - カイロノミー　Cheironomy （迷信の手相術 Ch(e)irognomy ではない）
  - ハッザーン（ハザーン）
    - カントル　en:Category:Cantors
    - ハッザーヌート　chăzzānūth：ハッザーンの歌う歌

  - テキーアー：長く続けて吹くこと（ショーファールなど）
  - リックード　ruqqudh：踊り
  - クレズマー
  - イスラエルの音楽　Music of Israel
  - ニッグーン、ニグン　en:Nigun
  - セファルディム系音楽　Sephardic music
  - ユダヤ音楽家　Category:Jewish musicians
  - ユダヤ系クラシック音楽家　Category:Jewish classical musicians

- ユダヤ教学、ユダヤ教科学、ユダヤ学

- ユダヤ教（「ヤハドゥート」、「ユダヤ主義」）　yahaduth, yaades / Judentum, Judaism

- ユダヤ教史関連人物一覧

- ユダヤ教美術
- ユダヤ諸語
- ユダヤ教徒居住区、ユダヤ人居住区（ロシア帝国）en:Pale of Settlement
- ユダヤ教徒の衣装
- ユダヤ教徒コミュニティー、ユダヤ人コミュニティー、ディアスポラ・コミュニティー en:Jewish leadership
  - ケヒッラー（アシュケナジム系コミュニティー）シナゴーグ、墓地、ヘブラー・カッディーシャー、ダイヤーン、ラビや首席ラビ、ハッザーン（ラビを兼ねることもある）、ヘデルとメランメード、ショーヘート、ソーフェール、モーヘールなどを擁する
- ユダヤ思想、ユダヤ哲学　en:Jewish philosophy
  - ユダヤ思想家　de:Kategorie:Jüdischer Theologe
  - ユダヤ教神学　de:Kategorie:Jüdische Theologie

- ユダヤ人（イェフーディー）　yhudi, yid(dim.yudl, yidl)
  - ユダヤ人とは誰か　Who is a Jew?
  - ユダヤ教への改宗者の一覧
  - 日本のユダヤ人
  - アメリカのユダヤ人　American Jews
  - アメリカ合衆国のユダヤ人の歴史 History of the Jews in the United States

- ユダヤ人の歴史 en:Jewish history, en:List of Jewish history topics, en:Timeline of Jewish history

- ユダヤ人解放　en:Jewish Emancipation
- ユダヤ人の娯楽文化（ユダヤ教徒の通俗文化）　Jüdische Unterhaltungskultur
- ユダヤ人の食文化 （カテゴリ） en:Jewish cuisine
- ユダヤ百科事典（カテゴリ）　en:Jewish Encyclopedia
  - ユダイカ百科事典　en:Encyclopedia Judaica

- ユダヤ暦（ハッ＝ルーアハ＝ハー＝イブリー）
  - ユダヤ教の祝祭日
  - ユダヤ教の年中行事　en:Holidays and events in Israel

- ユダヤ博物館　カテゴリ
  - テルアビブ大学・ディアスポラ博物館　en:Beit Hatefutsot
  - ヒーブルー・ユニオン・カレッジ・スカーボール博物館　en:Skirball Cultural Center
  - アギラール分館　Aguilar Branch Library

- ユーデンフート　Judenhut

### ヨ
- 預言、預言者
- ヨシポン　Josippon：ユーダ・モスコーニ Judah Leon ben Moses Mosconi (1328-) によるとされる、バビロニア捕囚以降を扱う歴史書 JE
- ヨセフ（創世記・出エジプト記、祖先）

- ヨーム・キップール、ヨム・キプル
  - アル＝ヘート（祈り）
  - 5.　ネーラー　neylah：締め括り；アミーダー、ショーファール吹奏

## ら行

### ラ
- 礼拝、祈り　Jewish services：礼拝は神と一体になるためである。「救われるため」のみではない
  - テフィッラー　tphillah
  - ヒトパッレール　hiThpallel
  - イヘール　'ichel
  - テヒーナー　tchinah, イディッシュ tchine：祈り

- ライプツォル　Leibzoll（近代史）JE
- 楽園（パルデース）（創世記）
  - エデンの園（ガン＝エーデン）（創世記、アッガーダー、キリスト教思想など）
- ラショーン・ハー＝ラーア（悪く言うこと）　lashon haRa'
- ラトケ（ラートケ、ラトケス） →ポテトパンケーキ

/r b/語根
- ラブ　rabh
- ラビ（ラッビー）
  - ソーフェール　筆記者、写字者、書記・書家、記録係、トーラー学者、スクライブ　Scribes, copyist JE / 作家（現代）
    - ソーフリーム　紀元前5世紀から後3世紀までの写本家（トーラー学者）。ラビとは言わない

  - 首席ラビ　en:Chief Rabbii
  - ハハム・バッシ　Hakham Başsi：オスマン帝国の首席ラビ
  - レベ
- ラビ・ユダヤ教　Rabbinical Judaism
- ラビ会議　Rabbinical Conferences (JE)
  - 最高ラビ会議
- ラビの権威（威信）　Rabbinical authority (JE)
- ラビ文学、ラビ文献　en:Rabbinic literature
  - タッカーナー、タッカーノート：ミツワーを新しい時代の変化・状況に適応させるための手段
  - ゲゼーラー：ネガティブなミツワー

- ラーメド・ワーウ・ツァッディーキーム / ラメド・ヴォヴニク
- ランズマンシャフト　landsmanshaft（ドイツ語、イディッシュ語）：同郷人会

### リ
- リショーニーム
- 倫理運動（ラビ・フェリックス・アドラー Felix Adler の復興運動）

### レ
- レケム　Lekem
- レスポンサ、レスポンサ文学、シュート　en:Responsa：ラビ回答集
  - レスポンサの歴史　History of Responsa
  - 改革派レスポンサ　Conservative responsa
- レハー・ドーディー　lkha dodi（安息日の迎えのピユート）
- レビ人（レビ族） Levite （古代イスラエル）
- レンバ族　Lemba

### ロ
- ローシュ・ハッシャーナー（新年）
  - ヤーミーム・ノーラーイーム（ヤミーム・ノライーム、畏れの日々） / アセレト・イメー・テシューバー（テシューバーの10日間）
  - タシュリーフ　en:Tashlikh
  - ムーサーフ
    - マルフヨート　malkhyoth
    - ジフロノート　zikhronoth
    - ショファロート　shopharoth

- ローシュ・ホーデシュ（ロシュ・ホデシュ、ローシュ・ホーゼシュ）　en:Rosh Chodesh
- ロックス
- ロマニオット
- 613のミツワー、613の戒律
  - JE
  - アズハーロート　azharot （文学的詩）

## わ行
- ワアド　en:Vaad（コミュニティー）

## ユダヤ教文書群、出版物
- 死海文書
- トーサーフォート
- ミシュネー・トーラー

- セーフェル・ラージーエール・ハン＝マラフ（大天使のラジエルの書）　Sefer Raziel HaMalakh
- 汝と我　I and Thou：マルティン・ブーバーの本
- ミシュナー・ベルーラー　Mishnah Berurah（ホフェツ・ハイムによるハラーハー文学）
- アグローン　Agron（辞書）
- アレッポ写本　Aleppo Codex
- バルクの啓示、バルク黙示録　Apocalypse of Baruch
- 啓示、啓示文学　Apocalyptic literature （cf.黙示文学 revelation）
- Arba'ah Turim
- （絵巻物）　en:ArtScroll
- アールーフ・ハッ＝シュルハーン　en:Aruch HaShulchan
- バーヒール　Bahir：「澄んでいる」「明るくする」こと；一世紀の本
- Baraita
- ベーン・イーシュ・ハイ　Ben Ish Chai：バグダードのヨーセーフ・ハイイームの通称とハラーハー文学

- en:The Bible Code (book), en:Bible code
- 聖書詩　Biblical poetry

- 聖書の本　Books of the Bible
- カイロ・ゲニザ
- ハーフェーツ・ハイイーム (本)　Chafetz Chaim
- 心のつとめ　en:Chovot ha-Levavot：バフヤ・イブン・パクダの本
- ダマスカス文書　Damascus Document
- デレフ・ハッ＝シェーム　Derekh Hashem：主の道
- エーン・ヤアコーブ　Ein Yaakov （アッガーダー）
- エーメク・ハン＝メレフ　Emek hamelekh：王（主）の谷
- エムーノート・ウェ＝デオート　Emunoth ve-Deoth
- 解釈（評訳、釈義）　en:Exegesis
- en:Genesis Rabba
- 迷える者への手引き　Guide for the Perplexed：マイモニデスの作品
- エルサレム・タルムード　Jerusalem Talmud
- ヤアコーブ・ハイイーム・ソーフェール　Yaakov Chaim Sofer
- ケホート出版協会　Kehot Publication Society：ハバド・ルバヴィッチの出版社
- クトゥーブ・アッ＝ルガー　Kutub al-Lughah：「言語の書」、サアディア・ガオンの言語学書
- クーザーリー　(hak)Kuzari
- アダムとイブの生涯　Life of Adam and Eve （ミドラーシュ文学）
- マルゼア・パピルス　Marzeah Papyrus
- マソラー学者　ba'alei masorah, Masoretes
- メシッラト・イェシャーリーム　Mesillat Yesharim
- マッセフトート・カターノート　massekhtoth qt'anoth Minor tractate：「小さいマッセヘト（ミシュナーの項）群、小さい論文」：タルムードに入らなかった一種のゲマーラー群
- ナシュ・パピルス　Nash Papyrus
- Non-canonical books referenced in the Bible
- オール・ハッ＝シェーム　Or Hashem（「主の光、御名の光」）：ハスダイ・クレスカスの作品
- オーラハ＝ハイイーム　Orach Chayim
- 儀式的十戒　Ritual Decalogue
- セーフェル・イェツィーラー　Sefer Yetzirah
- セーフェル・ツァードーク　Sefer Zadok
- セーフェル・ハイ＝ヤーシャール　Sefer haYashar
- スフォルノ　Sforno
- シュルハーン・アールーフ・ハー＝ラブ　Shulchan Aruch HaRav
- サアディア・ガオンのシッドゥール　Siddur of Saadia Gaon
- ソンチーノ　Soncino
- タニヤー　Tanya, Likkutei Amarim：リャディのシュネウル・ザルマンの作品
- タニヤー・ラッバーティー　Tanya Rabbati：16世紀のイタリアのハラーハー文学
- en:Testaments of the Twelve Patriarchs
- The Five Scrolls
- ティックーン (本)　en:Tikkun (book)
- トーラー・データベース　Torah database
- トーセフター、トセフタ　en:Tosefta
- ツェノ・ウレノ　Tseno Ureno：17世紀初期の女性のためのイディッシュ文学
- ヤルクート・ヨーセーフ　Yalkut Yosef：イスラエルのラビによって書かれた現代のハラーハー
- ヨーレ・デーアー　en:Yoreh De'ah：「知恵の雨」；アルバーアー・トゥーリームの部分

## ヘブライ語の単語
- タナフの登場人物　en:Category:Tanakh people
- タナフの地名　en:Tanakh places
- en:Category:Torah people
- en:Category:Torah places

- タナフの預言者　en:Tanakh prophets
- Category:ユダヤ教の礼拝

- 士師、ショーフェート en:Category:Judges of ancient Israel （古代イスラエル）

- en:Category:Kings of ancient Israel
- en:Category:Kings of ancient Judah

- Category:ミシュナー
- en:Category:Months of the Hebrew calendar
- en:Category:Names of God in Judaism

- ゴーレム、ゴレム　小説や映画の名前でもある
- フツパー
- ベート・ミドラーシュ
- ベリート・シャーローム（平和の契約）
- マムゼール
- メズーザー

- ヘブライ語の名前　Hebrew name
- ヘブライ語の名前の一覧　en:List of Hebrew names
- ヘブライ語由来の英単語　en:List of English words of Hebrew origin
- アバッドーン　en:Abaddon：破壊・滅びを意味する聖書ヘブライ語の言葉
- アッバー（アバ）　Abba
- アビーブ　Abib
- アーホーティー　Achoti：我が姉を意味する言葉、イスラエルのセファルディム系の機関
- アグーナー　Agunah
- アイイェレト・シャーハル　Aijeleth Shahar, ayyeeth shachar：詩篇22に見える言葉
- Amidah
- アーブ・ベート・ディーン　Av Beit Din
- アーブ・ハー＝ラハミーム　Av HaRachamim

- ベネー・ミツワー　B'nai Mitzvah
- バアル・テシューバー　Baal teshuva
- ビルカト・ハー＝ハンマー　Birkat HaHammah

- ハイ　en:Chai (symbol)
- ハーミーン　Chamin
- ホフマー　Chokhmah
- キンナーモーン　Cinnamon：シナモン ヘブライ語から入った言葉

- ダブルー・エメト　Dabru Emet：真実を語る（ユダヤ教とキリスト教の関係）
- ダフ・ヨーミー　Daf Yomi
- デベークート　Devequt：神とくっつく・一体になること（cf.神との合一）。ハシディズムでよく使われる。しかしよく考えると19の祈りは神と一体のなるために毎日三回唱えるものである
- ドール・イェショーリーム　Dor Yeshorim

- en:El (god)
- El Al
- エローヒーム　Elohim
- アールーム/エールーム　Erum：「狡猾な」 / 「裸の」（創世記・ヨブ記）
- Eruv
- Etrog

- Gabbai
- ゲール・トーシャーブ　Ger toshav（トーラー）
- ギーユール　giyyur：改宗させる
- Goy

- Hakham
- ハリーツァー　en:Halizah
- ハスバーラー　Hasbara
- フンマーシュ　Humash

- イーシャー・カトラーニート　Isha Katlanit：（古いタルムードとハラーハーの用語）

- Karaim
- ケラーブ・マッガーア　Krav Maga
- ケーテル　Keter：王冠 / トーラーの王冠 / イスラエルの出版社の名前
- ケトゥッバー　Ketubah
- Kohen
- コルバーン　Korban, qorvan：神殿時代の供え物（奉納物、ささげ物、燔祭（中国語訳キリスト教聖書の用語）、犠牲）

- レハイイーム　L'chayim：乾杯
- Lashon hara
- リフネー・イベル　Lifnei iver

- マアバロート　Ma'abarot：川の渡し、通路の複数形 / イスラエルの帰還者のための難民キャンプ
- Maftir
- Mahzor
- Manna
- マラン　Maran
- マソーラー、マーソーラー（マソラ、マソラー）　msorah / massorah / masorah　cf.マーソーレト：伝承してきたもの / マソラーの聖書本文
- マーソルティー　Masorti：イスラエルの保守派における運動、保守派の別名
- ミシュパト・イブリー　Mishpat Ivri
- モーレデト　Moledet：故郷 / イスラエルの政党　cf.モーラード：出生

- ナーウー、ノーヴー　Nauvoo, Illinois：ヘブライ語由来の地名

- オーメル　en:Omer (Bible)

- ペーアー、ペーオート　pe'ah, pe'oth, Payot：揉み上げ / 寄留者・貧しい者のための刈残し（トーラー）
- ピルプール　Pilpul：議論 / タルムードを学ぶ方法

- ローシュ　Rosh
- Rosh Chodesh
- ローシュ・イェシーバー　Rosh yeshiva

- Sanhedrin
- セーフェル　en:Sefer (Hebrew)
- Sefer Torah
- Selichot
- Semicha
- セウーダト・ミツワー　Seudat mitzvah
- シャーローム　Shalom
- シャーローム・アレーヘム　Shalom Aleichem, sholem aleykhem, Aleychem Shalom （cf.asSalam alaykum, wa alaykum asSalam）
- Shatnez
- シャービート　Shavit：彗星
- シェード、シェーディーム　Shedim：悪魔、サタン（神秘主義的用語）
- Shekel
- Shekhinah
- Shema Yisrael
- Shemhamforash
- シッボーレト　šibboleth：・流れ・急流、稲・麦などの穂のこと。現代ヘブライ語では後者の意味 / 英語で合言葉、特殊な習慣などの意味（士師記；ギレアド人の士師エフタとギレアド人と、エフライム人の内戦の模様）
- シッドゥーフ　šiddukh：仲人（cf.シャドハーン） / 見合い
- シブアー　Shiv'ah
- ショーアー、ショアー　Shoah

- タシュリーフ（タシュリーク）　en:Tashlikh
- テウーダト＝ゼフート　Teudat Zehut：身分証明書
- ティックーン・オーラム　Tikkun olam：世界の修復。ユダヤ教徒の役割の一つ
- トーラー・ウー＝マッダーア（トーラーと科学）　Torah Umadda：現代正統派ユダヤ教の哲学用語　cf.マッダーア・ハイ＝ヤハドゥート（ユダヤ教科学のヘブライ語）
- トーラー・イム・デレフ・エレツ　Torah im Derech Eretz

- Yad Vashem
- イッシューブ、イシューブ　Yishuv
- イスラーエール・ベーテーヌー　Yisrael Beytenu

- ゼベト・ハッ＝バート / シムハト・バート　Zebhedh habBath, simches bos：セファルディム系の名称でバル・ミツワーに対する女性の命名の儀式　cf.バト・ミツワー

## 聖書とラビ文学
| ヤブネ式配列（ヘブライ語聖書）の書名と、ティベリア式、現代イスラエル風発音、アシュケナジム式（イディッシュ語） |
| トーラー Tōrāh / 五書 chummāš, khumesh |
| - ベレーシート（創世記） bəRēšīth, breshit / Breyshis - シェモート / イェツィーアト・ミツライム（出エジプト記） Šəmōth, shmot / Shmoys - ワイイクラー（レビ記） wayYiqrāh, vayiqra / Vayikro - ベミドバル（民数記） bəMidhbar, bmidvar / Bamidber - デバーリーム（申命記） dəBhārīm, dvarim / Dvorim - en:Category:Torah |
| ネビーイーム（預言書） Nəbhī’īm, nevi'im |
| 前の預言者 Nəbhī’īm r. / Neviim Rishoynim： - イェホーシュア（リーショーニーム、アハローニーム）（ヨシュア記、上下） Yəhōšua‘, yoshua / Yehoyshue - ショーフティーム（士師記） Šōpht‘īm, shoftim / Shoftim - シェムーエール（リーショーニーム、アハローニーム）（サムエル記、上下） Šəmū’ēl, shmu'el / Shmuel Alef & Beyz - メラーヒーム（リーショーニーム、アハローニーム）（列王記、上下） Məlākhīm, melakhim / Mlokhim Alef & Beyz 後の預言者 Nəbhī’īm 'a. / Neviim Akhroynim： - イェシャアヤー（イザヤ書） Yəša‘yāh(ū), yeshaya / Yishayohu, Yeshaye - イルミヤー（エレミヤ書） Yirəmyāh(ū), yirmya / Yirmeyohu - イェヘズケール（エゼキエル書） Yəchezqē’l, yekhezkel / Yekheskl - ホーシェーア（ホセア書） Hōšēa‘, hoshea / Hoysheye - ヨーエール（ヨエル書） Yō’ēl, yo'el / Yoyl - アーモース（アモス書） ‘āmôs / Omes - オーバドヤー（オバデヤ書） ‘ôbhadhyāh, 'ovadya / Ovadye - ヨーナー（ヨナ書） Yōnāh, yona / Yoyne - ミーハー（ミカ書） Mīkhāh, mikha / Mikhe - ナフーム（ナホム書） Nachūm, nakhum / Nokhem - ハバックーク（ハバクク書） Chăbhaqqūq, khavakuk / Khavkuk - ツェファニヤー（ゼパニヤ書） Ŝəphanyāh, tsfanya / Tsfanye - ハッガイ（ハガイ書） Chaggay, khagay / Khage - ゼハリヤー（ゼカリヤ書） Zəkharyāh, zkharya / Skharye - マルアーヒー（マラキ書） Mal’ākhī, mal'akhi / Malokhi |
| ケトゥービーム（諸書） Kəthūbhm, ktuvim / Ksoyvim |
| エメト = トーアムの書 תֹּאַם tō’am / eymes, toyem （テヒッリーム、イーヨーブ、ミシュレー）： - テヒッリーム（詩篇） Təhillīm, tehilim / Tilim - ミシュレー（箴言） Mišlēy, mishley / Mishley - イーヨーブ（ヨブ記） ’iyyōbh, 'iyov / Iyev メギッロート（五巻の巻物）： - シール・ハッ＝シーリーム（雅歌） Šīr-hašŠīrīm, shir-hashirim / Shir Hashirim - ルート（ルツ記） Rūth, rut / Rus - エーハー（哀歌） ’ēykhāh, eykha / Eykhe - コーヘレト（伝道の書、コヘレトの言葉） Qôheleth, kohelet / Koyheles - エステール（エステル記） ’estēr, ester / Ester - ダニーイェール（ダニエル書） Daniyyēl, daniyel / Donyel - エズラー（エズラ記） ‘ezrā’, ezra / Ezre - ネヘミヤー（ネヘミヤ記） Nəchemyāh, nekhemya / Nekhemye - ディブレー・ハイ＝ヤーミーム（リーショーニーム、アハローニーム）（歴代誌、上下） Dibhrēy hayYāmīm, divrey hayamim / Divrey Yomim Alef & Beyz |
| 外典（アポクリファ Apocrypha）：キリスト教で言う旧約外典、旧約続編（新約外典と区別する）；ユダヤ教文書ではあるが、正典には含まれず、歴史の中でユダヤ教徒の間ではほとんど省みられることが無かった - 外典 - タルグーム・ハッシブイーム、七十人訳聖書 - マソラ写本 - 第二正典13巻 - 偽典、偽書 - トービーヤー（トビト記） toviya / Tobit, Tobias - イェフーディート（ユディト記、ユデテ） yehudit / Jud., The Book of Judith - ギリシア語版エステル記 - （マカバイ記・1、2） maqqabhi / The Books of the Maccabees - （シラ書、知恵の書、ベン・シラの知恵） Ben Sira - （バルク書） Book of Baruch - （エレミヤの手紙） - ダニエル書補遺 - エズラ記・エズラ記版エズラ記 - （マナセの祈り） ヤムニア会議で除外された書物： - 第三エズラ書 - 第四エズラ書 - トビト記 - ユディト記 - エステル記補遺 - ソロモンの知恵 - シラ書（別名 「集会の書」、「ベン・シラの知恵」） - バルク書 - エレミヤの手紙 - ダニエル書補遺 - スザンナ - ベルと竜 - アザルヤの祈りと三人の若者の賛歌 - マナセの祈り - マカバイ記1 1 Maccabees - マカバイ記2 2 Maccabees - マカバイ記3 3 Maccabees - マカバイ記4 4 Maccabees - 詩篇151 - ヨブ記補遺 |
| en:Category:Jewish texts も参照 |
| 普通に用いられるヘブライ語大聖書（ミクラーオート・ゲドーロート miqra'oth gdoloth）では、これに更に5人以上の聖書学者の註解書が付く 外部リンク： - タルグーム（アラム語訳）と5人以上のラビの註解書付きのヘブライ大聖書の：写真（ここでは雅歌；ラシ、オバディア・スフォルノ、プラハのダーヴィト＆イェヒエル・アルトシューラー、ツファットのモーシェ・アルシェイフ） - 大聖書のトーラー - 大聖書の内部の画像 - カーシェールに関するページ - 申命記パルシャト・ネツァーウィーム、ラムバン、スフォルノ、ケリー・ヤーカール |

外部リンク：Tanakh （イディッシュ語版聖書）
- トーラーの朗読　Torah reading
  - パラーシャー朗読
  - マフティール maftir によるトーラーの祝福
  - ハフターラー

ユダヤ教とキリスト教の接点の一つ、「新約」における「旧約」からの引用箇所の一覧は新共同訳聖書の巻末の付録などを参照
- ペレク　pereq / kapitl（イディッシュ語）：章
- ミクラー　miqrah：節
- マッセヘト　massekheth：ミシュナー、タルムードの項
- ピスカー　pisqah：段落
- ダフ　daph：紙・本の一枚のこと
- ケラーフ　qlaph：羊皮紙
- ラビ文学　Rabbinica, Rabbinical literature, siphruth chaza"l

### 失われた古代の文書
聖書では、現在の聖書には含まれていない書物の存在が指し示されている：
- 契約の書 ：出エジプト記24:4、7に登場する本の名前
- 主の戦いの書　en:Book of the Wars of the Lord：民数記21:14に登場する本の名前
- セーフェル・ハイ＝ヤーシャール（ヤシャルの書、高潔の書、直立の書）　Sefer haYashar ：ヨシュア記10:13、サムエル記下1:18に登場する本の名前と、ラビ文学、ミドラーシュ文学の名前
  - セーフェル・ハイ＝ヤーシャール (聖書の言及)　en:Sefer haYashar (Biblical references)
  - セーフェル・ハイ＝ヤーシャール (タム)　en:Sefer haYashar (Rabbenu Tam)
  - セーフェル・ハイ＝ヤーシャール (ミドラーシュ)　en:Sefer haYashar (midrash)
- 王国のならわしの書 ：サムエル上10:25に登場する本の名前
- ソロモンの事績の書 ：列王記上11:41に登場する本の名前
- ナタンとガドの書 ：歴代史上29:29、歴代志下9:29に登場する本の名前
- アヒヤの預言とイドの黙示 ：歴代志下9:29、12:15、13:22に登場する本の名前
- シマヤの書 ：歴代志下12:15に登場する本の名前
- エヒウの書 ：歴代志下20:34に登場する本の名前
- イザヤが記したウジヤの事績 ：歴代志下26:22に登場する本の名前
- 先見者の記録 ：歴代志下33:19に登場する本の名前

### ミシュナーとタルムード
タルムード：基礎部分の一つ。聖書とユダヤ教は関係がないとも言われ、まずミシュナーとタルムードが無ければユダヤ教の実行ができない
| 篇名                                                       | マッセヘト（項名）                 | その意味・内容            |
| 1. セーデル・ゼラーイーム סֵפֶר(סֵדֶר) זְרָעִים（種子書/篇）      | 1.マッセヘト・ベラーホート         | cf.ベラーハー、祝福、祝祷 |
| 1. セーデル・ゼラーイーム סֵפֶר(סֵדֶר) זְרָעִים（種子書/篇）      | 2.ペーアー                         |                           |
| 1. セーデル・ゼラーイーム סֵפֶר(סֵדֶר) זְרָעִים（種子書/篇）      | 3.デマイ                           |                           |
| 1. セーデル・ゼラーイーム סֵפֶר(סֵדֶר) זְרָעִים（種子書/篇）      | 4.キルアイム                       |                           |
| 1. セーデル・ゼラーイーム סֵפֶר(סֵדֶר) זְרָעִים（種子書/篇）      | 5.シェビーイート                   |                           |
| 1. セーデル・ゼラーイーム סֵפֶר(סֵדֶר) זְרָעִים（種子書/篇）      | 6.テルーモート                     | テルーマー trumah         |
| 1. セーデル・ゼラーイーム סֵפֶר(סֵדֶר) זְרָעִים（種子書/篇）      | 7.マアセロート                     | マアセール、十分の一税    |
| 1. セーデル・ゼラーイーム סֵפֶר(סֵדֶר) זְרָעִים（種子書/篇）      | 8.マアセル＝シェーニー             | 第二の十分の一税          |
| 1. セーデル・ゼラーイーム סֵפֶר(סֵדֶר) זְרָעִים（種子書/篇）      | 9.ハッラー                         |                           |
| 1. セーデル・ゼラーイーム סֵפֶר(סֵדֶר) זְרָעִים（種子書/篇）      | 10.オルラー                        |                           |
| 1. セーデル・ゼラーイーム סֵפֶר(סֵדֶר) זְרָעִים（種子書/篇）      | 11.ビックーリーム                  |                           |
| 2. セーデル・モーエード（祭日篇）                          | 1.シャッバート                     | 安息日                    |
| 2. セーデル・モーエード（祭日篇）                          | 2.エールービーン                   | エールーブ                |
| 2. セーデル・モーエード（祭日篇）                          | 3.ペサーヒーム                     | ペサハ                    |
| 2. セーデル・モーエード（祭日篇）                          | 4.シェカーリーム                   | （半）シェケル            |
| 2. セーデル・モーエード（祭日篇）                          | 5.ヨーマー                         | ヨーム（日）、大贖罪日    |
| 2. セーデル・モーエード（祭日篇）                          | 6.スッカー                         | 仮庵、仮庵祭              |
| 2. セーデル・モーエード（祭日篇）                          | 7.ベーツァー                       |                           |
| 2. セーデル・モーエード（祭日篇）                          | 8.ローシュ・ハッシャーナー         |                           |
| 2. セーデル・モーエード（祭日篇）                          | 9.タアニート                       | 断食                      |
| 2. セーデル・モーエード（祭日篇）                          | 10.メギッラー                      | 巻物と、エステル記        |
| 2. セーデル・モーエード（祭日篇）                          | 11.モーエード・カーターン          |                           |
| 2. セーデル・モーエード（祭日篇）                          | 12.ハギーガー                      |                           |
| 3. セーデル・ナーシーム סֵדר נָשִׁים（女性篇）                 | 1.イェバーモート                   | イッブーム                |
| 3. セーデル・ナーシーム סֵדר נָשִׁים（女性篇）                 | 2.ケトゥッボート                   | ケトゥーバー              |
| 3. セーデル・ナーシーム סֵדר נָשִׁים（女性篇）                 | 3.ネダーリーム                     |                           |
| 3. セーデル・ナーシーム סֵדר נָשִׁים（女性篇）                 | 4.ナージール                       | ナジル人                  |
| 3. セーデル・ナーシーム סֵדר נָשִׁים（女性篇）                 | 5.ソーター                         |                           |
| 3. セーデル・ナーシーム סֵדר נָשִׁים（女性篇）                 | 6.ギッティーン                     | 離婚、ゲート文書          |
| 3. セーデル・ナーシーム סֵדר נָשִׁים（女性篇）                 | 7.キッドゥーシーン                 | 婚約                      |
| 4. セーデル・ネジーキーン סדר נזיקין, en:Nezikin（損害篇） | 1.マッセヘト・バーバー・カンマー   |                           |
| 4. セーデル・ネジーキーン סדר נזיקין, en:Nezikin（損害篇） | 2.バーバー・メツィーアー           |                           |
| 4. セーデル・ネジーキーン סדר נזיקין, en:Nezikin（損害篇） | 3.バーバー・バートラー             |                           |
| 4. セーデル・ネジーキーン סדר נזיקין, en:Nezikin（損害篇） | 4.サンヘドリーン                   | サンヘドリン、法廷        |
| 4. セーデル・ネジーキーン סדר נזיקין, en:Nezikin（損害篇） | 5.マッコート                       |                           |
| 4. セーデル・ネジーキーン סדר נזיקין, en:Nezikin（損害篇） | 6.シェブーオート                   |                           |
| 4. セーデル・ネジーキーン סדר נזיקין, en:Nezikin（損害篇） | 7.エドゥイヨート                   |                           |
| 4. セーデル・ネジーキーン סדר נזיקין, en:Nezikin（損害篇） | 8.アボーダー・ザーラー             | 偶像崇拝                  |
| 4. セーデル・ネジーキーン סדר נזיקין, en:Nezikin（損害篇） | 9.アーボート、ピルケー＝アーボート | 父祖の倫理；アーブ = 父祖 |
| 4. セーデル・ネジーキーン סדר נזיקין, en:Nezikin（損害篇） | 10.ホーラーヨート                  |                           |
| 5. セーデル・コダーシーム（聖物篇）                        | 1.ゼバーヒーム                     |                           |
| 5. セーデル・コダーシーム（聖物篇）                        | 2.メナーホート                     | cf.メヌーハー（安息）     |
| 5. セーデル・コダーシーム（聖物篇）                        | 3.フッリーン                       | シェヒーターについて      |
| 5. セーデル・コダーシーム（聖物篇）                        | 4.ベホーロート                     |                           |
| 5. セーデル・コダーシーム（聖物篇）                        | 5.アラーヒーン                     |                           |
| 5. セーデル・コダーシーム（聖物篇）                        | 6.テムーラー                       |                           |
| 5. セーデル・コダーシーム（聖物篇）                        | 7.ケリートート                     |                           |
| 5. セーデル・コダーシーム（聖物篇）                        | 8.メイーラー                       |                           |
| 5. セーデル・コダーシーム（聖物篇）                        | 9.ターミード                       |                           |
| 5. セーデル・コダーシーム（聖物篇）                        | 10.ミッドート                      |                           |
| 5. セーデル・コダーシーム（聖物篇）                        | 11.キンニーム                      |                           |
| 6. セーデル・トホロート סדר טהרות（清潔篇）                | 1.ケーリーム                       | 器具 cf.ケリー・ゼメル    |
| 6. セーデル・トホロート סדר טהרות（清潔篇）                | 2.オホロート                       | 天幕                      |
| 6. セーデル・トホロート סדר טהרות（清潔篇）                | 3.ネガーイーム                     |                           |
| 6. セーデル・トホロート סדר טהרות（清潔篇）                | 4.パーラー                         |                           |
| 6. セーデル・トホロート סדר טהרות（清潔篇）                | 5.トホロート                       |                           |
| 6. セーデル・トホロート סדר טהרות（清潔篇）                | 6.ミクワーオート                   | ミクワー、ミクヴェ        |
| 6. セーデル・トホロート סדר טהרות（清潔篇）                | 7.ニッダー                         |                           |
| 6. セーデル・トホロート סדר טהרות（清潔篇）                | 8.マフシーリーン                   |                           |
| 6. セーデル・トホロート סדר טהרות（清潔篇）                | 9.ザービーム                       |                           |
| 6. セーデル・トホロート סדר טהרות（清潔篇）                | 10.テブール＝ヨーム                |                           |
| 6. セーデル・トホロート סדר טהרות（清潔篇）                | 11.ヤーダイム                      |                           |
| 6. セーデル・トホロート סדר טהרות（清潔篇）                | 12.ウークツィーン                  |                           |

## ヘブライ語・ヘブライ文字

### ヘブライ文字
- アーレフ（アレフ）、ベート、ギーメル、ダーレト、ヘー、ワーウ、ザイン、ヘート、テート（テット）、ユード（ヨード）、カーフ（ハーフ）、ラーメド、メーム、ヌーン、サーメフ、アイン、ペー（フェー）、ツァーディー（ツァーディーク）、クーフ（コーフ）、レーシュ、シーン、ターウ（タヴ）

### ヘブライ語
- ターグ　tagh, pl.tagin：ひげ飾り / アポストロフィ

- /p s q/
  - シーマーネー＝ピッスーク：句読点
  - ソーフ・パースーク / ネクッダータイム　soph pasuq, nquddathayim：終止符、コロン（:） - ヘブライ文字のピリオドに当たる
  - ペシーク　psiq：コンマ（,）
  - ネクッダー・ウーフシーク：セミコロン（;）

- ラーショーン　lāšôn, loshn：舌 / 言語 言葉が後続するとき、ləšôn- となる
- ケターブ　kəthābh, ktav：文字
  - kəthābh raši"y：ラシ書体、ラシ字体
- タアメー・ハン＝ミクラー　t‘a‘am, t‘a‘ămēy hamMiqrā’：ミクラー朗読のための抑揚記号

#### 母音と子音
- ギズラー　gizrah：語根の類型
- テヌーアー　：母音
  - テヌーアー・ゲドーラー：長母音
  - テヌーアー・カタンナー：短母音

母音に関する符号
- ネクッドート、ニックード（ニクード）　en:Niqqud、ネクッダー（ニクダ、ニクダー）：母音符号
  - ネクッダー・ウーフシーク（ヘブライ文字のセミコロン、）　nəquddāh ūphsīq
  - ネクッダータイム（ヘブライ文字のコロン）　nəquddāthayim
  - ニックード　niqqūdh ：母音表示方式 / ニクダーをつけること
  - ナッカダーン　naqqədhān ：ニクダーを付ける専門家

- パッターフ　pattāch （短音のa）
  - パッターフ・ガーヌーブ（奪われたパッターフ）　pattach gānūbh：ダーゲーシュ付きのヘー h、有声無声の対立をなすヘート ch とアイン ‘ （これらが、定冠詞ハー {{hā}} の長音がそのまま残留する、促音性を持つことのない素性を持つ音類であることに注目すべきである）
- カーマツ：T字
- カーターン：短音の（o、つまりカーマツのみ）
- ガードール：長音（a、つまりカーマツのみ）
- ハタフ：最短音、シェワーと同じ形
- セッゴール：短音のe、三ツ星
- ハーセール：長音
- ツェーレー：長音のe、目玉形
- マーレー：長音/最長音（長音2）
- ホーラーム：長音のo
- シュールク：長音のu
- クッブーツ：単音のu
- シェワー：半母音（曖昧母音）

子音に関する符号
- ダーゲーシュ　dāghēš：閉鎖音化
  - ダーゲーシュ・カル　dagheš qal
  - ダーゲーシュ・ハーザーク　dagheš chazaq
  - ダーゲーシュ・マッピーク　dagheš mappiq / dagesh mapiq：二十子音化
  - マッピーク（ヘー h の中に打つと、発音するhになる）

- meteg
- punctuation maqaf
- punctuation paseq
- p sof pasuq
- sin dot
- geresh
- gershayim
- - final ：語尾形
- double - ：（イディッシュ語）
- ラーフェ　rapheh, rafe：ダーゲーシュの付いていないこと

|        | e      | o         | a      | u      | i      |   |
| 長音2  | אֵי     | וֹ         | אָ      | וּ      | אִי     |   |
| 長音   | אֵ      | אֹ         |        |        |        |   |
| 短音   | אֶ      | אָ/...C_C# | אַ      | אֻ      | אִ      |   |
| 最短音 | אֱ      | אֳ         | אֲ      |        |        |   |
| 半母音 | 半母音 | 半母音    | 半母音 | 半母音 | 半母音 | אְ |

#### 文法
- スミーフート（名詞・形容詞における連結語）　smikhuth
- 名詞
- 名詞の複数形
- 名詞の双数形
- 名詞の語形
- 動詞（ポーアル） פֹּעַל pō‘al の態（ビニヤーン） בִּנְיָן 
名称は全て「動詞 /ph ‘ l/」という語根の派生形になっている（これもヘブライ文字、ヘブライ語文法の芸術的学究の一つである）
  - パーアル動詞 ：CāC, CāCaC, CāCēC
    - ニフアル動詞 （受身、再起、自動詞など） ： ni-CCaC, ne-, nô-

  - ピエール動詞 （強意、~する人） ： CāCaC > CiCCēC / CaC(C)(ə, ǎ)Cān, CaC(C)(ə, ǎ)Cānīth （rachman, dayyan, yahaloman, parshan など全て）
4語根以上からなる外来語から動詞を付く場合も、normal > nirmen ニルメーン （正常にする）のようにこの形がうまく用いられる
    - プアル動詞 （ピエール動詞の受身形） ：CuCCal

  - ヒトパエール動詞 （再帰が基本） ：hith-CaCCēC(CaCCāh), nith-, his-
  - ヒフイール動詞 （使役、状態の変化など） ：hi-CCīC, he-
    - フフアル、ホフアル動詞 （ヒフイール動詞の受身形） ：CuCCal, CoCCal

#### 聖書ヘブライ語と言葉
- シェメム：油
  - シェメム＝ザイト：オリーブ油
- ネール　ner：蝋燭
- サーソーン　śāśôn：喜び
- シムハー　śimchah, śimchath(simkhes)：喜び
- 思考　machashabhah, hirhur
- 愛　ahabhath, ahavat アハバト
- 心、魂、人間、生命　nepheš
- 知恵 chokhmāh ホフマー
- 知識　yedha‘, yədhī‘āh, mēyedha‘（yādha‘　知る、友になる、性関係を持つ） / muśśāgh
- 議論　wikkūach
- 反論　hichkhīš, chālaq ‘al
- 反駁　hiphrīkh ヒフリーフ
- 検討/討論する　dumas
- 前進/先進　qidhmah, qiddum
  - hithqadmuth
  - hithqaddem　前進する
  - mithqaddem　先進的な
- ティックーン：修復（ユダヤ教徒が世界を修復すること）、イツハク・ルリアなどの用語
- ショーフェート：審判
  - ショーフティーム：士師、士師記
- アダーマー：人間　cf.エドム、アダム（聖書の語呂合わせ）
- シャッバタイ　he:שבתאי šabbətha’i （土星）：シャッバタイ・ツェビーなどの名前に入っている。天体は神の作った「もの」で（例えば創世記参照）、天体を信仰することなどはない
- シェネーム・アーサール　12(šənēym-‘āśār, šətēym-‘eśreh)はキリスト教などの聖数ともなった

- デロール（ドロール）　dror：解放 / スズメ

##### 出エジプト記
- エーゾーブ　'ezobh, ezov ：ヒソプ（薄荷の一種）
- ベローシュ：糸杉
- ザイト：オリーブ
- リンモーン：ザクロ
- ハダス：ミルトス
- レボーナー לבונה, levona：乳香
- エレズ・ハッ＝レバーノーン erez halLbhanon / tsedern, levone：レバノン杉（トーラーに精通した者への呼び名でもある）
- ダカル：ヤシ
- テエーナー
- シッター：アカシヤ
- アータード
- シェケーディーヤー：アーモンド
- ホーアハ
- ゴーメ / パッピールース：パピルス

##### 雅歌
- 香油　eyl
- shoren
- 糸杉　tsipresn(Zypressen)
- faygnboym	無花果
- vaynshtokn	葡萄
- vayngertner	ブドウ畑
- vayroykh(boym)	乳香
- mire　ミルラ
- 石榴の花　milgroym
  - sod milgroymen 石榴の森

##### 動物
- ヨーナー　yonah：鳩、ヨナ（Taub, toyb）
- シャーファーン　shaphan：岩狸
- ゼエーブ　z'ebh：狼（volf, volk, vowk）
- ドーブ　dhobh：熊（ber, medved）
- ツェビー　tzbhi：鹿（hirsh, jelin）
- 山羊	arup
- サーイール　śa'ir：雄山羊
- 雌羊の群れ　stade shof
- hirsh カモシカ（hirshlekh, hirshin）
- hind　雌鹿、雄鹿
- turtltoyb　山鳩
- 獅子　leyb

##### ユダヤ暦
- シャーナー：年
- ホーデシュ：月
- シャーブーア：週
- ヨーム：日
- エレブ　'erebh：イブ、前の晩、前夜祭

##### 単位
- アゴラ　en:Israeli agora：（通貨）
- シェケル

##### 遊び
- ドライデル　dreidel

## 機関、組織
イスラエル関係記事の一覧、シオニズムの歴史も参照

### 養成機関
Category:Jewish seminaries も参照
- ブランダイス大学
- ブダペスト・ハンガリー国立ラビ学院・ユダヤ教大学（「ユダヤ教神学院・ユダヤ学総合大学」）　Országos Rabbiképző – Zsidó Egyetem (OR-ZSE) / Jewish Theological Seminary – University of Jewish Studies
- ヘブライ・ユニオン・カレッジ
- イスラエルの大学の一覧
  - ヘブライ大学
  - ワイツマン科学研究所、ワイツマン研究所（メホーム・ワイツマン・ラマッダイーム　mkhom waytzman lmadda'im）
  - バル＝イラン大学：正統派
- ユダヤ教神学院
- 再建派ラビ大学　Reconstructionist Rabbinical College
- イェシーバー大学
- 正統派のイェシーバー　Category:Orthodox yeshivas

### 宗教組織
- 大英帝国ヘブライ信徒協会　United Hebrew Congregations of the British Commonwealth
- ハンガリー・ユダヤ教徒連盟　Magyarországi Zsidó Hitközségek Szövetsége
- アグダット・イスラエル（ナータン・ビルンバウム設立、ポーランド出身の正統派組織）
  - イスラエル・アグダット・イスラエル　Agudat Israel（イスラエルの正統派政党）
  - 世界アグダット・イスラエル　World Agudath Israel
  - アメリカ・アグダット・イスラエル　Agudath Israel of America
アグダット・イスラエル（ラビ・イツハク・メイール・レヴィンら） > 統一トーラー・ユダヤ教党（1992-、ポアレー・アグダット・イスラエル、デゲル・ハッ＝トーラー、ラビ・イツハク・ペレツ）
デゲル・ハッ＝トーラー（1988-、エリエゼル・シャハ）
- 国民宗教党、マフダル　mafdal, en:National Religious Party

#### シオニズム組織
- ハシディズムの宮廷の一覧
- イフード

### 世俗組織
- en:Category:Jewish organizations（ユダヤ人機関）
- en:Category:Jewish youth organizations
- en:List of Jewish history topics

- ドイツの進歩的ユダヤ人の連合　en:Union of Progressive Jews in Germany （改革派連合）
- ドイツ・ユダヤ人中央委員会　Zentralrat der Juden in Deutschland
- ヤハド　YACHAD（ドイツ）
- 世界ユダヤ人会議　World Jewish Congress, WJC
- ベネー・ベリート（ブナイ・ブリット、ブネイ・ブリット、ブナイ・ブリス）
- アメリカ・ユダヤ人会議　 （1918年設立）

- 国際女性シオニスト機関（女性シオニスト機構）　en:Women's International Zionist Organization, en:WIZO
  - ハダサー　Hadassah （1913年設立）：ハダサー医療センターは中東最大の医療機関であり、ヘブライ大学医学部に所属している
    - 若いユダ/若いユダヤ　Young Judaea / yung yude （運動）
- アメリカ・イスラエル公共問題委員会、イスラエル公共問題アメリカ委員会、AIPAC　en:American Israel Public Affairs Committee
- 公共問題ユダヤ人会議　en:Jewish Council for Public Affairs, JCPA (National Jewish Community Relations Advisory Council, NJCRAC)
- ユダヤ防衛同盟
- 名誉毀損防止同盟
- 国防問題ユダヤ人研究所　Jewish Institute for National Security Affairs, JINSA （シンクタンク）
- 92番街Y　en:92nd Street Y
- AIJAC　AIJAC
- アイシュ・ハッ＝トーラー　Aish HaTorah
- アーレフ・ツァーディーク・アーレフ　en:Aleph Zadik Aleph
- 世界イスラエル連盟　en:Alliance Israélite Universelle
- アメリカ・ユダヤ人委員会　American Jewish Committee （1906年設立）
- アメリカ・ユダヤ人共同配給委員会
- イギリス・ユダヤ人代表者委員会　Board of Deputies of British Jews
- ベリート・ツェデク・ワシャーローム（義人と平和の契約）　Brit Tzedek v'Shalom
- カナダ・ユダヤ人会議　Canadian Jewish Congress
- ハバド・ルバヴィッチ　en:Chabad-Lubavitch
- ホフェツ・ハイム遺産基金（ハーフェツ・ハイイーム = リトアニアのラビ・イスラエル・メイール・カガン）　Chofetz Chaim Heritage Foundation
- アメリカ・ユダヤ人小機関代表者協議会　The Conference of Presidents of Major American Jewish Organizations
- CISユダヤ人コミュニティー連盟　Federation of Jewish Communities of the CIS
- ハッツォーラー　Hatzolah
- ヒレル　Hillel
- エルサレム公共問題センター　Jerusalem Center for Public Affairs
- ユダヤ人反ファシスト同盟　Jewish Anti-Fascist Committee
- ジューイッシュ・コミュニティー・センター　Jewish Community Center|
- ベンソンハースト・エディス&カール・マークス・ユダヤ人コミュニティー・ハウス　Edith and Carl Marks Jewish Community House of Bensonhurst
- 公共問題ユダヤ人会議　Jewish Council for Public Affairs
- ユダヤ人防衛機関　Jewish Defense Organization
- ユダヤ人援助機関　Jewish Relief Agency
- ユダヤ人特別調査委員会（ユダヤ人任務部隊）　Jewish Task Force
- 平和へのユダヤ人の声　Jewish Voice for Peace
- ユダヤ人政治運動　Jewish political movements
- ジューズ・アゲインスト・ジ・オキュペイション　Jews Against the Occupation
- 火器所有者保管のためのユダヤ人運動　Jews for the Preservation of Firearms Ownership
- ユダヤ国民基金、ユダヤ民族基金　qeren qayyemeth lәYiśrā'ēl, qq"l / Jewish National Fund, JNF （1901年設立）
- カバラー・センター　Kabbalah Centre
- 全国ユダヤ人探求プログラム　National Jewish Outreach Program
- 全国ユダヤ人福祉委員会　National Jewish Welfare Board
- 正統派連合　Orthodox Union
- ピース・ナウ　Peace Now（イスラエルの左翼団体）
- サイモン・ヴィーゼンタール・センター　Simon Wiesenthal Center （1977年設立）
- アメリカ・シナゴーグ連合　Synagogue Council of America
- 労働者の会/アルベーテル・リング　The Workmen's Circle/Arbeter Ring
- イスラエル連合世界連盟（統一イスラエル世界連合）　United Israel World Union
- 普遍トーラー・レジストリー　Universal Torah Registry
- 世界ユダヤ人会議　World Jewish Congress
- アメリカ・シオニスト機関　Zionist Organization of America

- ユダヤ人青年機関の一覧　List of Jewish youth organizations
- ベリート・ヨーセーフ・トルーンペルドール（ヨセフ・トルンペルドールの契り）、「ベータール、ベイタル」　Betar：スポーツ団体
- シオニスト青年運動　Zionist youth movement
- ユダヤ人学生オーストラレーシア連合　Australasian Union of Jewish Students
- ブナイ・ブリス・ガールズ　B'nai B'rith Girls
- ブナイ・ブリス青年機関　B'nai B'rith Youth Organization
- ベネー・アキーバー　Bnei Akiva
- ユダヤ人学生ヨーロッパ連合　European Union of Jewish Students
- ハボーニーム・デロール　Habonim Dror
- ハー＝ノアル・ハー＝オーヴェード・ウェラホメド　Hanoar Haoved Vehalomed
- ハーノーアール・ハッツィーヨーニー　Hanoar Hatzioni
- ハッショーメール・ハッツァーイール　Hashomer Hatzair
- ヒレル組合　en:Hillel: The Foundation for Jewish Campus Life
- ユダヤ人青年対　Jewish Lads' Brigade
- ネーツェル・オラミー（世界の枝、子孫）　Netzer Olami
- 北アメリカ・テンプル・ユース・連合組合　North American Federation of Temple Youth
- 改革派シナゴーグの青年　Reform Synagogue Youth
- ユダヤ人学生連合　Union of Jewish Students
- シナゴーグ連合の青年　United Synagogue Youth
- 世界ユダヤ人学生連合　World Union of Jewish Students

- ユダヤ人のミツワーと倫理の委員会　Committee on Jewish Law and Standards （保守派）
- 保守派シナゴーグ連合　United Synagogue of Conservative Judaism
- 統一イスラエル・アピール　United Israel Appea?, UIA （1920年設立）

- 宗教行動センター　Religious Action Center, RAC - アメリカ、改革派
- 改革派ユダヤ教運動　Movement for Reform Judaism - イギリス
- 改革派ユダヤ教連合　Union for Reform Judaism - 北アメリカ
- アメリカ・ラビ中央協議会　Central Conference of American Rabbis - 改革派
- 赤ダビデの星、赤いダビデの星社（マーゲン＝ダーウィド・アードーム）、en:Magen David Adom
- 国際ユダヤ人メディア会議
- 倫理文化財団

経済機関：
- イスラエル商工会議所
  - 日本イスラエル商工会議所

ドイツとベルリンの近代史：（ハスカーラー、19世紀後半からユダヤ学の確立、改革派など）
- ユダヤ教科学高等学院　Lehranstalt für die Wissenschaft des Judenthums, Berlin Hochschule für die Wissenschaft des Judentums （1869 / 1870, 講義の開始は1872- / ユダヤ教科学を確立しようとしたアーブラハム・ガイガー、レーヴィ、カッセル、ハイマン・シュタインタールら創設）
- ユダヤ教科学アカデミー　Akademie für die Wissenschaft des Judentums, Berlin
- ユダヤ教科学研究学院　Forschungs-Institut für die Wissenschaft des Judentums, Berlin

- ユダヤ人科学・文化協会　Verein für Cultur und Wissenschaft der Juden, Culturverin der Juden (1819-, ツンツ、ガンス、モーゼス・モーザー設立)
- 月刊ユダヤ教の科学と歴史　Monatschrift für die Geschichte und Wissenschaft des Judenthums (1851-, ツァハリアス・フランケル Zacharias Frankel がドレスデンで創刊)
- ユダヤ教科学雑誌（「イェシュルン」）　Jeschurun, Zeitschrift für die Wissenschaft des Judenthums （1856-78, ドイツ語圏で多くの学者が執筆・出版）JE1 JE2
- 科学と生活のためのユダヤ人雑誌　 Jüdische Zeitschrift für Wissenschaft und Leben (1862-1873, アーブラハム・ガイガーがブレスラウで創刊)
- ユダヤ教科学マガジン　Magazin für die Wissenschaft des Judenthums (1874-, アーブラハム・ベルリーナー創刊)

#### シオニズム組織
- イスラエルの政党一覧　List of political parties in Israel

- ビールー
- 連合イスラエル労働党、マアラーフ

- 世界シオニスト機構　en:World Zionist Organization, WZO （1897年、バーゼル会議で設立）
  - ユダヤ機関　Jewish Agencity（1922年設立）
  - ユダヤ建設基金　qeren-hayəsūdh（中央財政部）
- テルーアト・ノーアル、青少年運動　truath-no'al

### 出版
- アメリカ・ユダヤ（教）出版協会　Jewish Publication Society of America
- ユダイカ出版（ジュダイカ出版）　en:Judaica Press

## テーマ史
- ロートシルト宮殿　Palais Rothschild
- オーストリアのユダヤ人の一覧　List of Austrian Jews
- ロシア・ソビエトのユダヤ人の歴史　en:History of the Jews in Russia and the Soviet Union | en:Category:Jewish Russian and Soviet history
- ヴィリニュスの歴史　History of Vilnius

## 地名
- イスラエル
- ガリラヤ（ガーリール）
- サマリア（ショーメローン）
- ユダヤ（イェフーダー、ユーダー）
- ネゲヴ
- シャロン（地名、人名）
- メア・シェアリーム（メーアー・シェアーリーム）
- メギド

## カテゴリ
- Category:古代イスラエル・ユダ
- Category:古代オリエント
- Category:イスラエルの十二氏族
- Category:聖書
- Category:旧約聖書
- Category:外典

- Category:ユダヤ人の食文化
- Category:ユダヤ教の年中行事
- Category:ユダヤ教徒コミュニティー

- Category:ヘブライ語
- Category:ヘブライ語文学
- Category:イディッシュ

- Category:イスラエル
- Category:イスラエル文学
- Category:イスラエルの食文化